# Busto di Nefertiti
Il Busto di Nefertiti, chiamato anche Testa di Nefertiti, o anche solo Nefertiti, è uno dei tesori d'arte più conosciuti dell'Antico Egitto ed è considerato il capolavoro della ritrattistica del periodo di Amarna. Risale al regno del faraone Akhenaton al tempo della XVIII dinastia (Nuovo Regno) tra il 1353 e il 1336. a.C.
Il busto della regina Nefertiti fu scoperto il 6 dicembre 1912, durante gli scavi della Società Orientale Tedesca diretti da Ludwig Borchardt a Tell el-Amarna, nell'edificio P 47,2, laboratorio del capo scultore Thutmose. Venne trasportato in Germania nel gennaio 1913, nel quadro della spartizione dei reperti con l'autorizzazione del Consiglio supremo per le antichità del Ministero egiziano della Cultura.
Nel 1920, grazie a una donazione di James Simon, insieme ad altri oggetti, che fino allora erano in prestito a lunga durata alla Ägyptische Abteilung der königlich preußischen Kunstsammlungen (Sezione egizia delle collezioni d'arte del regno di Prussia), andò allo Stato Libero di Prussia.
Solo nel 1924 si ebbe una presentazione pubblica nel Museo costruito per la collezione egizia dei Musei statali nell'Isola dei Musei a Berlino. Oggi il busto è proprietà della Fondazione del patrimonio culturale prussiano (Stiftung Preußischer Kulturbesitz) e, col numero d'inventario 21300, costituisce l'attrazione principale del Museo Egizio di Berlino, che dal 16 ottobre 2009 è nuovamente sistemato nel Neues Museum (ala settentrionale) dell'Isola dei Musei.
Sul valore del busto di Nefertiti vi sono valutazioni diverse. È coperto da un'assicurazione per 390 milioni di dollari, mentre d'altra parte il suo valore viene calcolato anche in 520 milioni di dollari.

## Storia della scoperta

### Antefatto
La storia di Amarna come luogo di scavi archeologici comincia con il padre gesuita Claude Sicard, che nel novembre 1714 disegnò copie delle stele di confine dell'antica città di Akhetaton. Venne poi la spedizione di Napoleone Bonaparte, che trovò i "resti di un'antica città". Dopo altre ricerche e scoperte dovute a John Gardner Wilkinson (1824), Karl Richard Lepsius (1842/1845), Flinders Petrie (1891/92), Norman de Garis Davies (1901), e visite di James Henry Breasted (1895), fu il turno di Ludwig Borchardt.
Francia e Inghilterra avevano già da parecchi anni i loro istituti di ricerca in Egitto. Così anche l'Accademia tedesca delle Scienze sostenne una partecipazione regolare di studiosi tedeschi. Tuttavia mancavano i sostegni politici, diplomatici e finanziari. Al Kaiser Guglielmo II non piaceva il vantaggio scientifico che gli altri due stati avevano in Egitto come potenze coloniali nella regione: anche nei musei tedeschi, soprattutto a Berlino, si sarebbero dovuti trovare in futuro oggetti storici, non solo al Louvre o al British Museum. Nel 1899, infine, fu istituito presso il Consolato generale imperiale al Cairo il posto di addetto scientifico, con il compito di informare l'Accademia berlinese delle Scienze su tutti gli eventi importanti nel campo dell'egittologia. Questo posto fu occupato dall'architetto ed egittologo Ludwig Borchardt, e nel 1907 venne trasformato in Direzione dell'Istituto imperiale per l'archeologia egizia, istituzione che ha preceduto l'attuale Istituto Archeologico del Cairo.
Dopo l'inventario di una spedizione prussiana del 1842, diretta da Karl Richard Lepsius, seguì la prima ispezione dell'area di Tell el-Amarna grazie a Borchardt (1907). A sud delle rovine del tempio si trovavano case d'abitazione e officine che parvero ai ricercatori molto promettenti. Borchardt riuscì a convincere il commerciante di cotone berlinese James Simon a finanziare le successive campagne di scavi; egli aveva finanziato anche gli scavi di Borchardt presso le piramidi di Abusir.
Tra gennaio e aprile 1911 cominciò la prima grande campagna di scavi della Società orientale tedesca, sotto la guida di Borchardt ad Amarna, per la quale Simon il 29 agosto ottenne la concessione di scavo. Certo la conduzione dello scavo apparteneva alla Società orientale tedesca, ma un contratto con Simon prevedeva che egli avrebbe garantito il finanziamento annuale di 30.000 marchi, e tutti i ritrovamenti della partecipazione tedesca alla campagna sarebbero passati in suo possesso.

### Storia dei ritrovamenti e suddivisione dei reperti

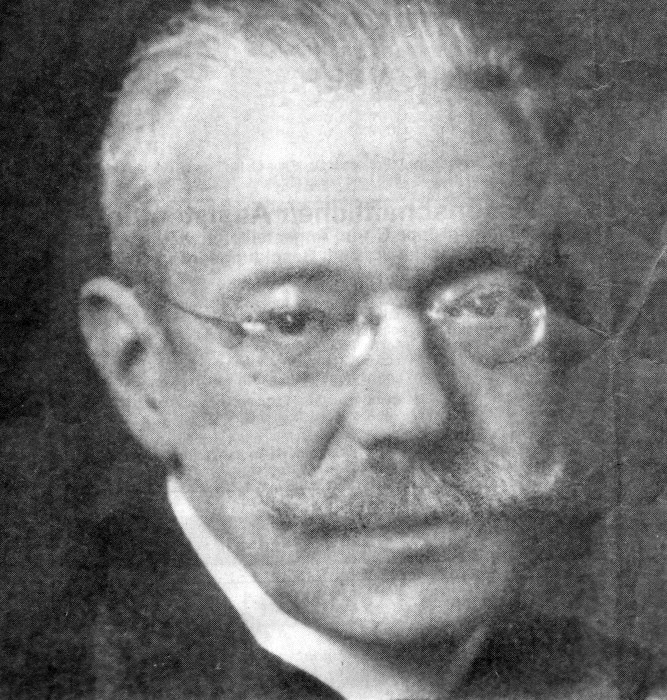
James Simon

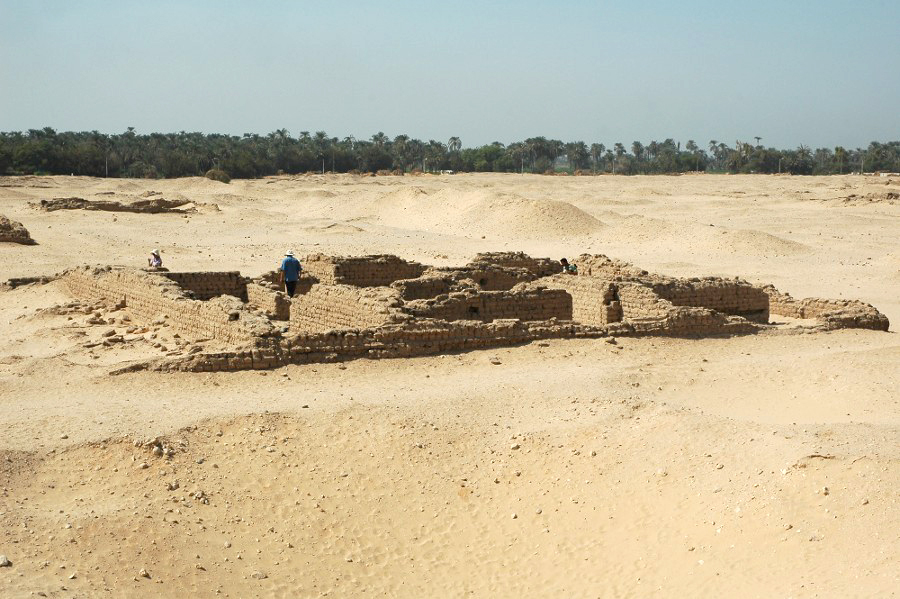
Resti del laboratorio dello scultore Tutmose

Durante la terza campagna di scavi (tra novembre 1912 e marzo 1913) della Società orientale tedesca a Tell el-Amarna, nei resti di una casa di mattoni d'argilla nel settore P 47,2 (Spazio 19) fu scoperto il busto di Nefertiti nel laboratorio dello scultore Thutmose. La posizione del ritrovamento faceva capire che il busto doveva essersi trovato su una mensola di legno, per la cui rottura era caduto a terra.
Esso rimase largamente indenne e le macerie accumulatesi conservarono il busto. Il pezzo fu inserito nell'elenco dei reperti al numero 748 con la breve descrizione "busto dipinto della regina". Borchardt annotò sul suo diario:
(Ludwig Borchardt)
Nello stesso spazio si trovò un busto del re Akhenaton, a grandezza naturale, anch'esso dipinto e fatto di pietra calcarea (n. 1300), che però era in pezzi. Diversamente dal busto di Nefertiti, era evidente in questo caso che i danni non potevano essere avvenuti per una caduta.

All'epoca dei lavori di Borchardt a Tell el-Amarna l'Egitto si trovava sotto occupazione britannica e il Servizio delle Antichità egizie (oggi Supremo consiglio delle Antichità) era sotto direzione francese. La spartizione dei reperti di questa campagna di scavi ebbe luogo il 20 gennaio 1913 secondo le regole allora in vigore "in parti uguali" (à moitié exacte) tra l'Egitto e lo Stato che conduceva gli scavi. Un documento del 1924 trovato negli archivi della Società orientale tedesca ricorda l'incontro di quel giorno fra Ludwig Borchardt e un alto funzionario egiziano per discutere la divisione dei reperti archeologici del 1912 fra Germania ed Egitto. Secondo il segretario della Società orientale tedesca (che era l'autore del documento ed era presente all'incontro), Borchardt "voleva salvare per noi il busto". Si sospetta che Borchardt abbia nascosto il vero valore dell'opera, anche se egli sempre negò.

Borchardt aveva costituito le due parti, il che fino al 1914 era privilegio dell'archeologo che aveva condotto gli scavi. Gaston Maspero, direttore del Servizio delle antichità, affidò al suo collaboratore Gustave Lefebvre la regolazione della spartizione. Una parte conteneva il busto di Nefertiti, l'altra, che Lefebvre scelse alla fine per il Museo Egizio del Cairo, comprendeva il cosiddetto polittico del Cairo, una stele dipinta che mostrava la coppia reale Akhenaton e Nefertiti con tre delle loro figlie. Secondo Borchardt, fino a quel momento il Museo del Cairo non possedeva alcuna stele, però desiderava avere tale reperto, il che risultava determinante nel suo ordinamento degli oggetti.

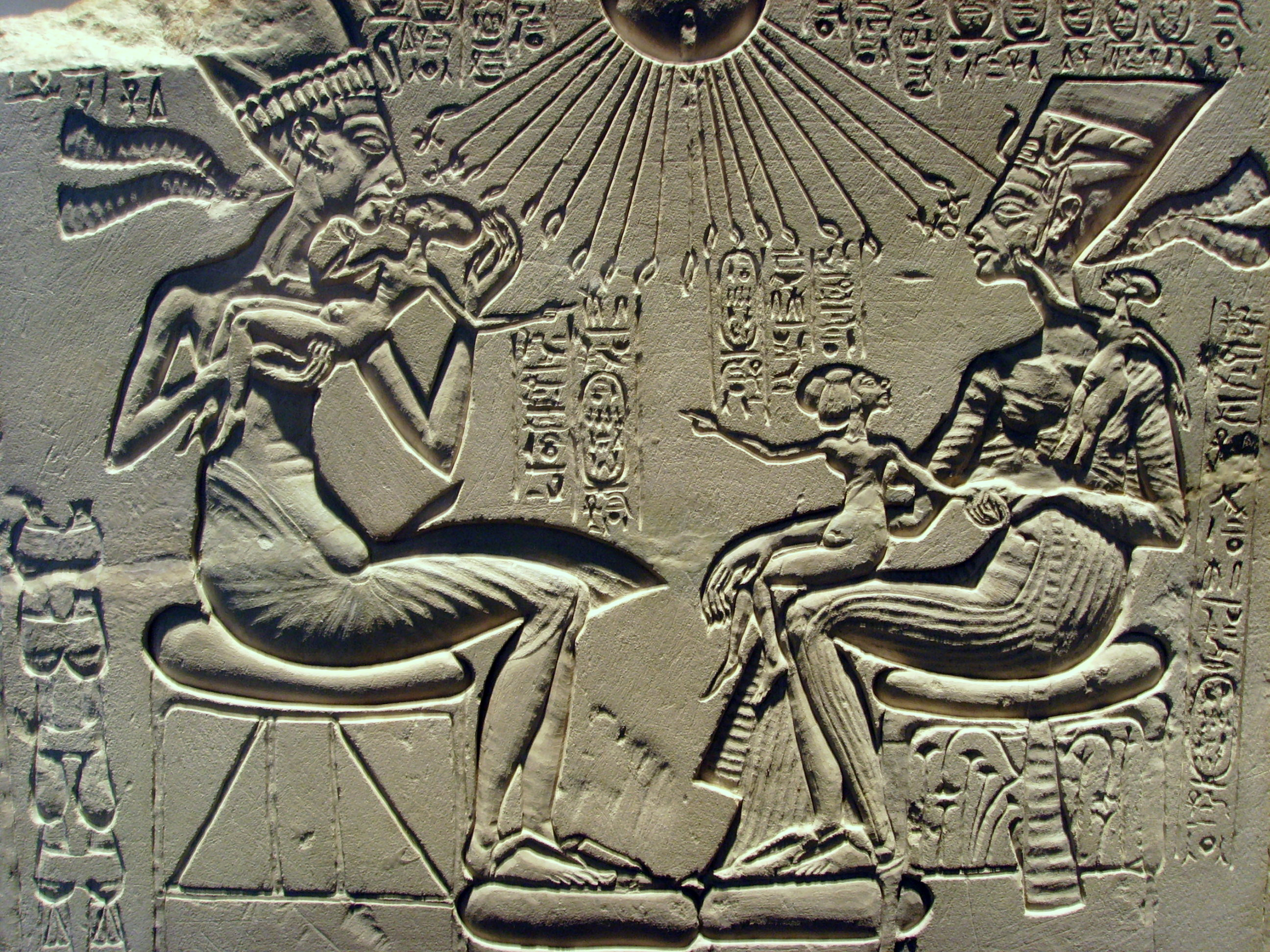
Bassorilievo che rappresenta Akhenaton, Nefertiti e tre delle loro figlie. La corona di Nefertiti è simile a quella rappresentata nel busto.

Non si conosce il motivo della decisione di Lefebvre di assegnare a Borchardt la parte dei reperti con la "regina colorata" e di scegliere per l'Egitto la stele dipinta. L'egittologo Rolf Krauss ha espresso l'ipotesi che Borchardt potesse convincere Lefebvre, a seguito di un'analisi più attenta, a non spartire i reperti. L'allora direttore del Museo Egizio di Berlino, Dietrich Wildung, al contrario ha sostenuto che gli egittologi in quel momento "attribuivano un più grande valore scientifico ai testi piuttosto che ai busti". Nel 1918 Burchardt scrisse, riguardo a Lefebvre, che a questo la suddivisione secondo la regola da un lato era sembrata troppo rigida, mentre d'altra parte lui era specialista di iscrizioni e papiri e per questo non aveva riconosciuto il valore del busto. Borchardt riferì inoltre che sul risultato aveva influito la propria abilità nella trattativa sui reperti.

Nel 1914 Pierre Lacau succedette al Maspero, introducendo una regolamentazione più severa sulla suddivisione dei reperti: da allora in poi tutti i pezzi unici avrebbero dovuto essere assegnati all'Egitto.

### Collocazioni del busto

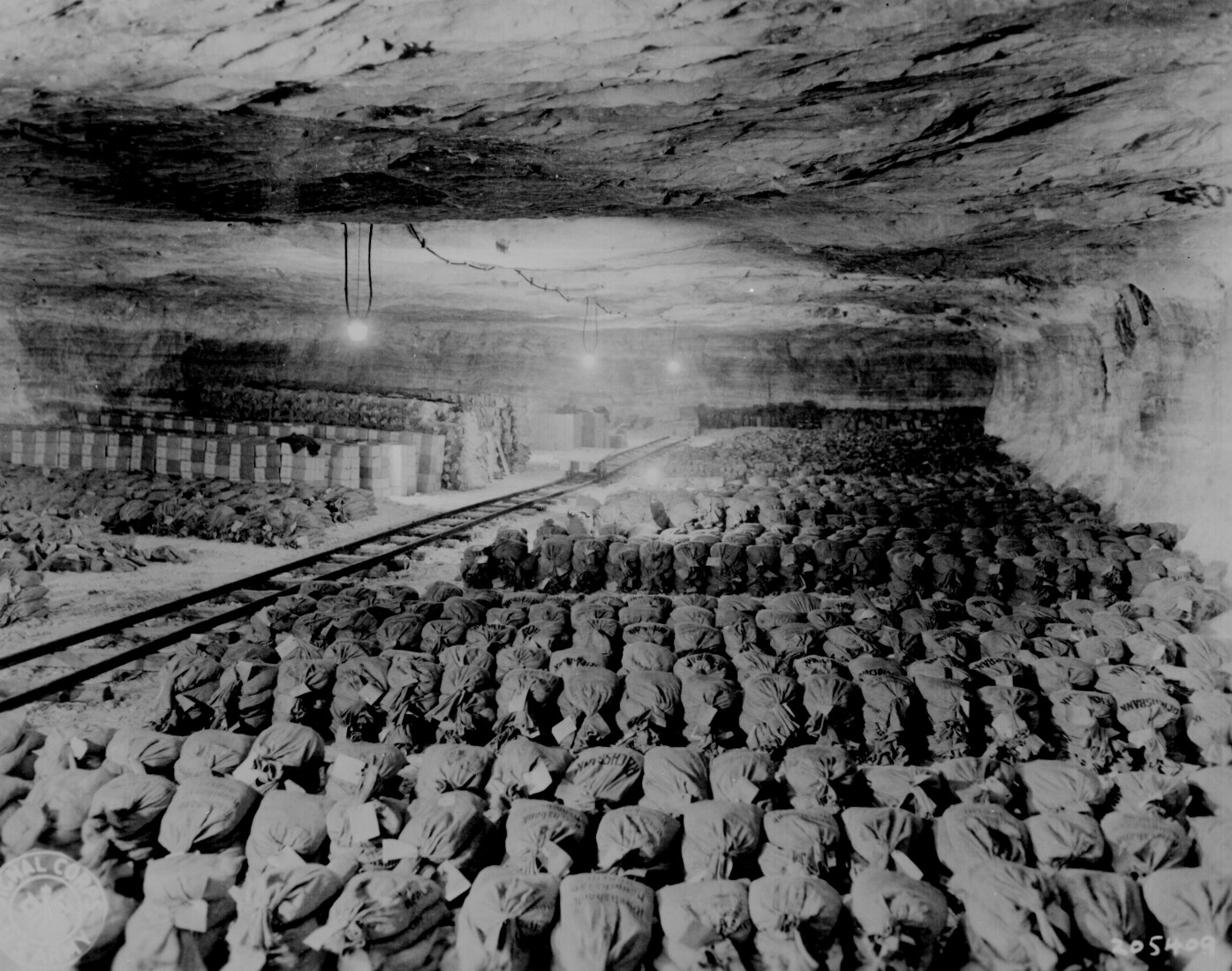
1945: Miniera di sale a Merkers con deposito di beni artistici

Nel 1913 James Simon ricevette il permesso di esportare il busto dall'Egitto in Germania. Esso fu portato a Berlino, quindi collocato nella villa di Simon nel quartiere del Tiergarten, attualmente sede della rappresentanza del Land Baden-Württemberg. Qui lo vide anche più volte il Kaiser Guglielmo II. Borchardt fin dalla divisione dei reperti sostenne molto decisamente che il busto non doveva essere presentato al pubblico. L'11 luglio 1920 Simon trasformò il prestito a lunga durata degli oggetti provenienti dagli scavi di Amarna alla "Sezione egizia della collezione d'arte reale prussiana" in una donazione al Libero Stato di Prussia. Il busto, contro l'espresso desiderio di Borchardt, fu esposto per la prima volta nel 1924, nel quadro della Mostra su Tell el-Amarna nell'Isola dei Musei a Berlino.

Durante la Seconda guerra mondiale il busto dapprima (settembre 1939) fu custodito in una cassa col numero 28 nel caveau della Reichsbank, poi, nel 1941, venne portato nel bunker antiaereo allo Zoo. Nel marzo 1945 avvenne l'evacuazione dei beni artistici e culturali nella galleria della miniera di salgemma a Merkers in Turingia. In seguito all'occupazione di Merkers da parte delle forze armate statunitensi (4 aprile 1945), gli oggetti furono portati tredici giorni dopo nella Reichsbank a Francoforte.
Dopo la Seconda guerra mondiale gli americani allestirono a Wiesbaden un luogo di raccolta di opere d'arte, il cosiddetto Central Collecting Point. Il Busto di Nefertiti andò dunque da Francoforte a Wiesbaden in una cassa con la scritta La regina colorata. Il capo degli ufficiali addetti alla custodia delle opere d'arte (i cosiddetti Monuments men), Walter Farmer, impedì l'esportazione del busto negli Stati Uniti. Il 12 maggio 1946 per sua iniziativa fu organizzata nel Museo di Wiesbaden un'esposizione degli oggetti d'arte provenienti da Berlino, compreso il busto di Nefertiti. Der Spiegel nel gennaio 1947 riferì che più di 200.000 persone avevano visitato l'esposizione. Nel 1948 tutto il deposito d'arte fu affidato all'amministrazione fiduciaria del governo regionale dell'Assia. Il busto fino al 1956 fu visibile a Wiesbaden per complessivi dieci anni.

Il 22 giugno 1956 vi fu il viaggio di ritorno di Nefertiti a Berlino, dove dapprima fu collocata nella pinacoteca del Museo a Dahlem. Il busto della regina dopo undici anni fu esposto all'apertura del Museo egizio a Charlottenburg (10 ottobre 1967). A parte la prima TAC, che fu eseguita nel 1992 alla Clinica di Charlottenburg dell'Università di Berlino, l'opera rimase in tale sede insieme alla collezione egizia fino al 28 febbraio 2005. Poi il busto di Nefertiti per breve tempo fu esposto nella mostra Geroglifici su Nefertiti nel Kulturforum di Berlino, prima di essere nuovamente in esposizione temporanea nell'Altes Museum sull'Isola dei musei. Alla riapertura del Neues Museum il busto è tornato nel suo posto originario nell'Isola dei Musei.

## La regina Nefertiti

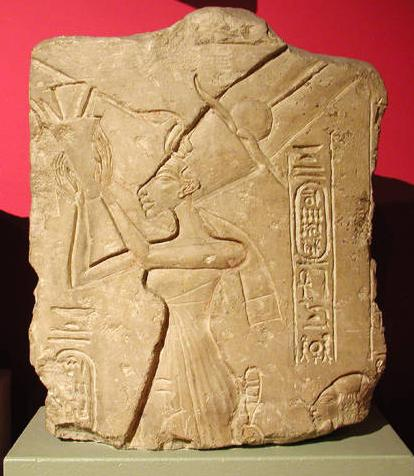
La regina Nefertiti porge un'offerta ad Aton. Il cartiglio porta la scritta "Signora delle due terre, Nefertiti"

L'origine di Nefertiti è sconosciuta e le ipotesi su di essa sono variate nel corso degli anni in relazione alle diverse scoperte archeologiche e alla loro analisi. In base al nome Neferet iiti, che viene tradotto La bella è arrivata, si è fra l'altro supposto che Nefertiti sia stata di stirpe non egizia. Talvolta essa è stata identificata con la principessa hurrita Taduhepa, figlia del re Tushratta. La maggior parte degli storici tuttavia ritiene che Nefertiti fosse la figlia di Ay, il presunto fratello della regina Tiy, e della sua prima moglie; quindi anch'essa sarebbe originaria di Akhmim. Poiché la seconda moglie di Ay, Tij, in antiche iscrizioni egizie viene indicata come balia della regina, è da escludere che essa sia la madre naturale di Nefertiti, della quale era la matrigna. Un ulteriore indizio dell'origine egizia è dato dalla citazione in iscrizioni di una sorella di nome Mudnedjemet (o Mutbeneret), che aveva un alto rango nella casa reale e fu moglie del faraone Horemheb.

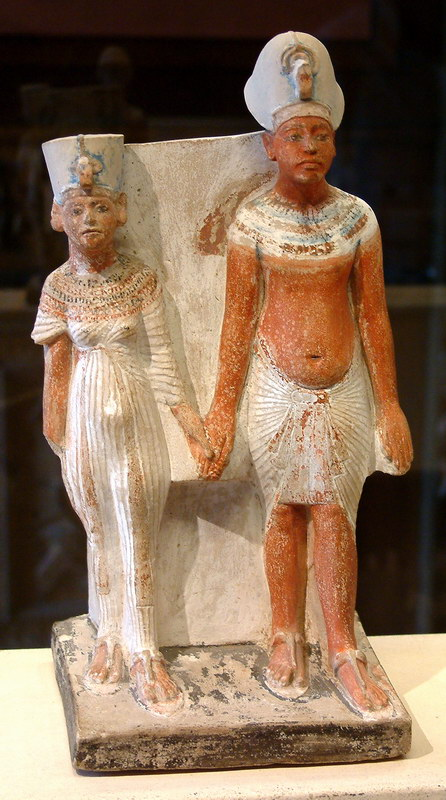
Akhenaton e Nefertiti, Calcare dipinto. Parigi, Museo del Louvre

Nefertiti era la Grande Sposa Reale del re Akhenaton, che elevò il dio Aton nella forma del disco solare a unica divinità per la famiglia reale egizia e regnò 17 anni. La coppia ebbe sei figlie: Merytaton, Maketaton, Ankhesenamon, Neferneferuaton Tasherit, Neferneferura, Setepenra. Dal quinto anno di regno di Akhenaton il loro nome è scritto in un cartiglio insieme al soprannome Belle sono le bellezze di Aton (Nefer neferu Aton).

Non si sa come e a che età Nefertiti sia morta.

## Il busto
Il busto di pietra calcarea non riporta alcuna iscrizione in geroglifici. Ha potuto tuttavia essere identificato come il ritratto di Nefertiti sulla base della caratteristica corona, che Ludwig Borchardt definiva "parrucca", in analogia con altre raffigurazioni. La scultura appartiene al periodo del re Akhenaton, perciò alla diciottesima dinastia (Nuovo Regno). Nell'ambito del periodo di Amarna, la creazione dell'opera, sulla base delle sue caratteristiche formali, è attribuita alla cosiddetta "tarda fase di Amarna", che coincide con gli ultimi anni del regno di Akhenaton.

### Datazione
In genere, oggi viene indicato il 1340 a.C. come anno di produzione, mentre nel corso degli anni passati le indicazioni sono variate in base ai cambiamenti elaborati dagli studiosi della cronologia egizia.
Nonostante l'attribuzione temporale, una datazione attendibile del reperto, per esempio col metodo del carbonio 14, non è possibile, poiché il busto presenta poco o nessun materiale di origine organica.

I colori utilizzati contengono per la verità dei leganti organici, ma nell'esiguo rapporto di una parte su 100, troppo poco per poter eseguire tale indagine. Una possibilità sarebbe l'uso delle minuscole particelle di paglia, che si trovano nella zona della corona, per un'analisi in cui il prelievo di materiale dovrebbe essere minimo. Stefan Simon, scienziato dei materiali del Laboratorio Rathgen del Museo statale di Berlino, ha ventilato come possibilità di datazione una ricerca più approfondita nell'occhio sinistro per stabilire se vi si trovi qualche traccia di cera. D'altro lato la rivista Der Spiegel già nel 1997 ha scritto che l'egittologo Rolf Krauss durante lavori di ricerca nel magazzino del Museo egizio di Berlino si è imbattuto in un vecchio campione di cera: probabilmente era stato prelevato intorno al 1920 dalla pupilla destra e il busto per questo era stato danneggiato. Così è stata possibile un'analisi al carbonio 14, che in quel momento (1997) ha attribuito al busto l'età di 3347 anni.

### Lavorazione e materiali
Mentre Ludwig Borchardt nel suo diario attribuì al busto un'altezza di 47 cm, oggi l'altezza del busto viene definita di 50 cm. La scultura pesa circa 20 kg e consiste di pietra calcarea rivestita con uno strato di stucco dipinto. La pupilla dell'occhio destro è un intarsio di cristallo di rocca, con l'iride finemente incisa, rivestita di colore nero e fissata con cera d'api. Il bianco dell'occhio è dato dalla pietra calcarea utilizzata. La pupilla dell'occhio sinistro manca; non vi è alcuna indicazione sul busto che questa un tempo sia stata inserita o dovesse esserlo.

Borchardt fece eseguire l'analisi chimica dei colori utilizzati e pubblicò i risultati della ricerca, effettuata nel 1924, in Porträt der Königin Nofretete. (Ritratto della regina Nefertiti). Furono accertati i seguenti componenti:
- Blu: polvere di vetro colorata con particelle di ossido di rame
- Colore della pelle: sottile polvere di calcite con particelle di calce rossa (ossido di ferro)
- Giallo: Orpimento (trisolfuro d'arsenico)
- Verde: polvere di vetro colorata con particelle di ossido di rame e di ferro
- Nero: carbone con cera come legante
- Bianco: calce (carbonato di calcio)

I colori furono applicati subito dopo il completamento della modellazione dello strato di gesso superficiale. All'esame microscopico risulta che i cinque diversi strati di colore furono applicati uno dopo l'altro: blu-bianco, bianco, giallo, blu, e infine rosso.

### Il ritratto della regina
Nefertiti indossa la corona blu resa tipica da numerose rappresentazioni, indicata anche spesso come "corona a elmo", con una fascia dorata sulla fronte; intorno alla corona è avvolta una striscia colorata (diadema), che si incrocia al centro della parte posteriore e qui apparentemente è fermata da un inserto di corniola circondato da due ombrelli di papiro. I colori qui utilizzati (giallo, rosso, azzurro, verde) raffigurano un diadema d'oro e pietre preziose, come si trova per esempio nel corredo funebre di Tutankhamon. Sulla fronte si trovava il simbolo reale (Ureo). Sulla nuca ricade dal bordo della corona un nastro rosso, che si appoggia sulla parte superiore della larga collana policroma. In confronto ad altri busti dell'Antico Egitto mancano le spalle. Il busto è lavorato solo fino all'attaccatura della clavicola.

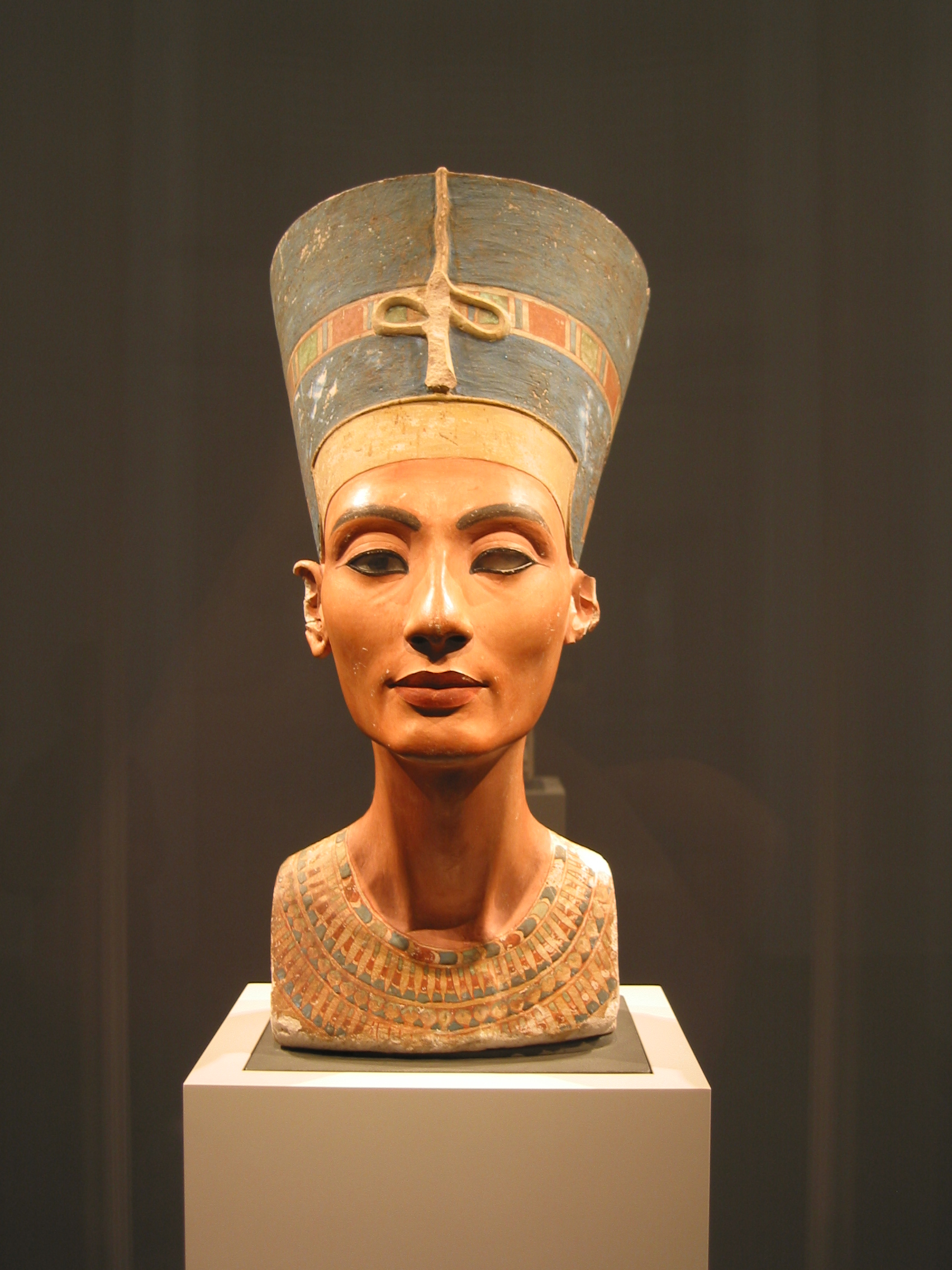
vista frontale
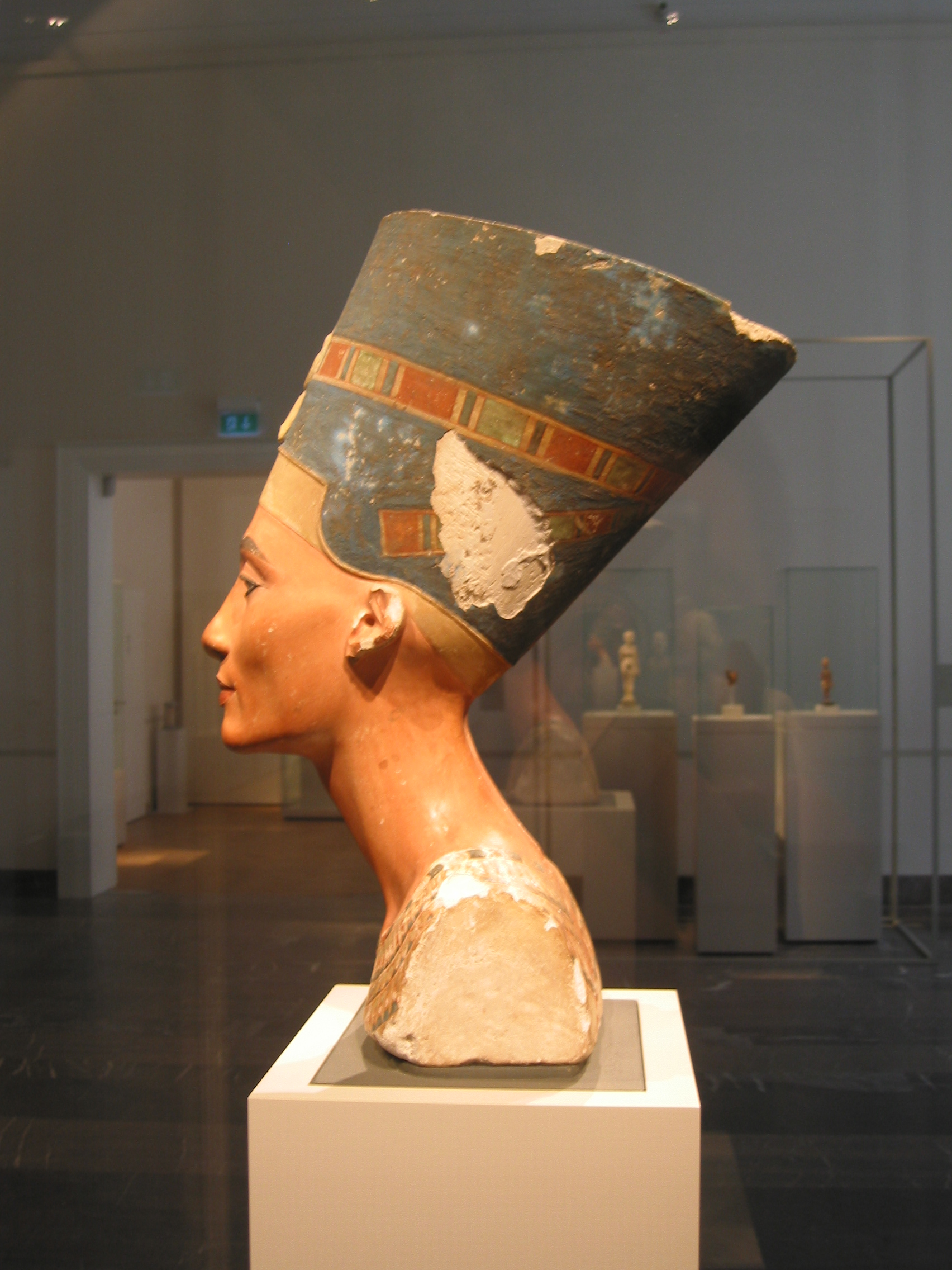
lato sinistro
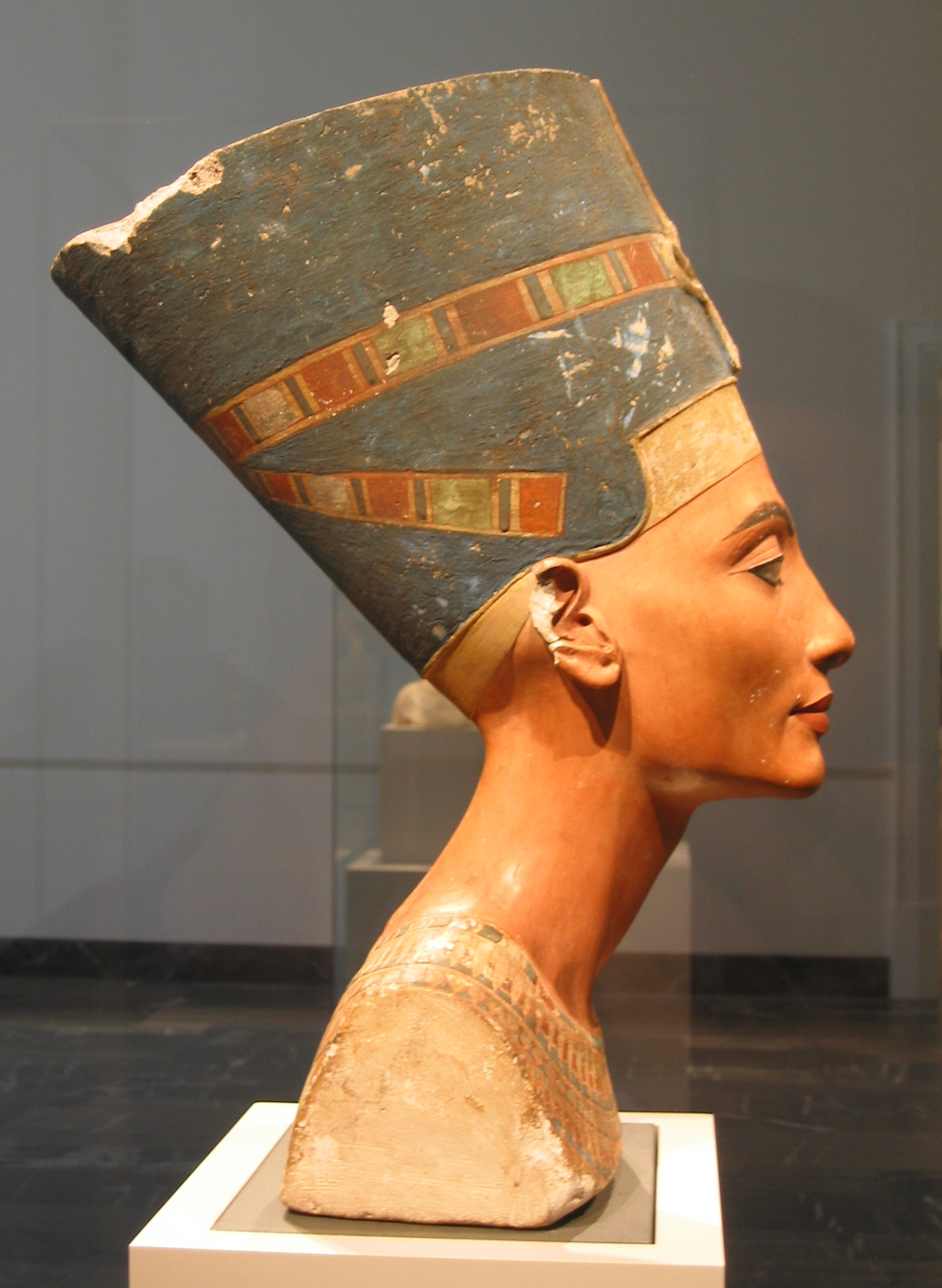
lato destro
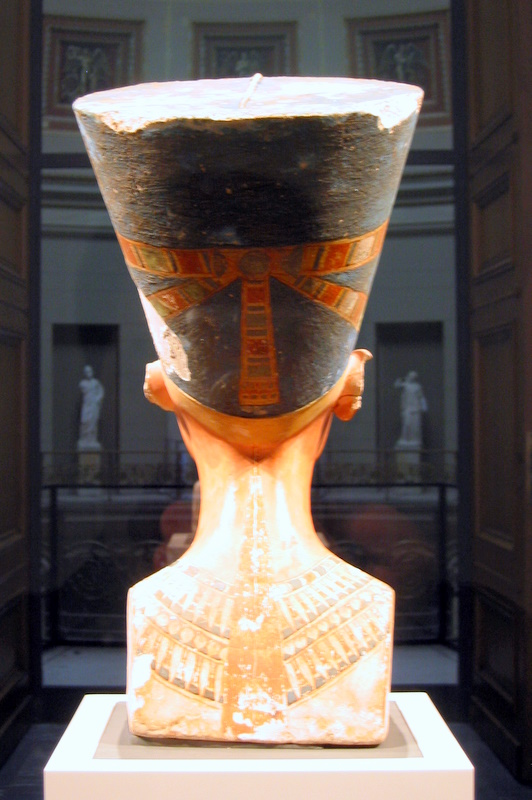
vista posteriore

Ludwig Borchardt descrive la sua prima impressione con questa nota nel suo diario degli scavi: 
(Ludwig Borchardt)
Il ritratto della regina mostra lineamenti regolari con zigomi alti, collo lungo e senza grinze, e contorni molto sottili. Le due metà del viso sono simmetriche. La carnagione è rosa-marroncino e ha un aspetto fresco. Il makeup completo del volto, le sopracciglia, le palpebre sottolineate col Kajal, le labbra non troppo piene di colore rosso-bruno fanno apparire il viso come appena truccato. Il ritratto nella sua forma singolare non solo esprime l'ideale di bellezza dei giorni nostri, ma conferisce al ritratto della regina una evidente individualità e personalità. Joyce Tyldesley descrive brevemente Nefertiti: "Thutmose [...] le ha conferito una bellezza universale, che dispiega il suo effetto oltre ogni confine di razza e di tempo."

### Un busto affascinante

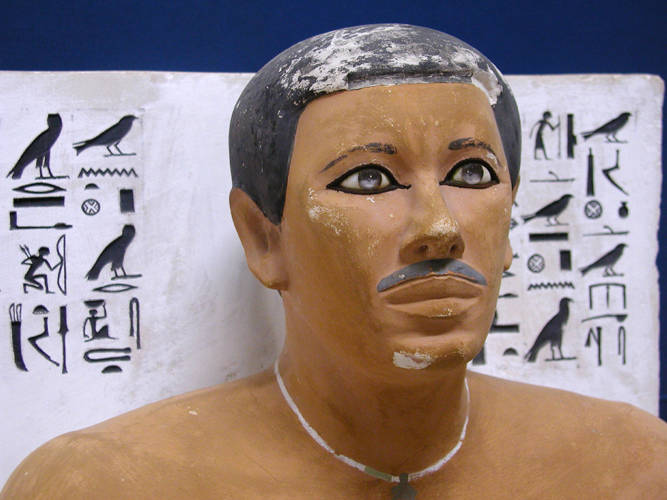
Statua di Rahotep (Museo Egizio, Il Cairo

L'effetto o meglio il fascino che il busto esercita sull'osservatore è da attribuire a diversi aspetti: lo stato di conservazione quasi perfetto con i suoi colori luminosi e lo sguardo vivace dell'occhio destro. La fine lavorazione della pupilla in cristallo di rocca si riscontra anche nella coppia di statue del principe Rahotep e della moglie Nofret della quarta dinastia (Antico Regno), famose proprio per questo particolare. L'insieme dell'opera produce un'impressione realistica e si rivolge direttamente all'osservatore nonostante i lineamenti idealizzati. Un punto ulteriore è che il busto unisce in sé un aspetto passivo ed uno attivo: la testa e la nuca sembrano spinte in giù dal peso della corona, il collo è piegato in avanti. Lo sforzo per opporsi a questo peso e mantenere l'equilibrio è accentuato dalla muscolatura allungata del collo messa in evidenza. Questo è particolarmente evidente nella parte posteriore del capo, sotto il margine della corona, nel passaggio dalla nuca alla testa.
L'egittologa Julia Samson ha fissato in parole il momento vissuto dall'osservatore:
(Julia Samson)

### La mancanza dell'occhio sinistro
Il busto di Nefertiti non ha mai lasciato il laboratorio di Thutmose. Dopo la sua scoperta, le macerie circostanti e anche quelle già asportate furono attentamente esaminate. Al setaccio non si trovò alcun frammento delle orecchie, né l'intarsio per l'occhio. Borchardt scrisse: "Solo molto più tardi mi resi conto che non era mai esistito". In seguito aggiunse che nell'orbita vuota non si poteva dimostrare la presenza di alcuna traccia di legante, che avrebbe indicato che l'occhio era stato collocato. Inoltre non era riconoscibile alcuna traccia di lavorazione.
Le opinioni sull'occhio mancante sono molto diverse. Di solito si scrive che l'occhio sinistro del busto presumibilmente non è mai stato collocato e che il busto così doveva dimostrare il processo di lavorazione dell'oggetto e servire come modello. Da un lato ciò significa che l'orbita vuota non mostra alcuna traccia di un'originaria applicazione con l'aiuto di un adesivo, o di una lavorazione, perciò l'intarsio doveva mancare già al completamento del busto. Dorothea Arnold afferma di ritenere che l'occhio sinistro non sia mai esistito, dal momento che ricerche al microscopio non portano nessun indizio di qualsiasi lavorazione. Di contro, Nicholas Reeves afferma che le prime fotografie mostravano nell'orbita sinistra vuota tracce visibili degli stessi materiali colorati presenti nel destro. Secondo Rolf Krauss l'occhio perciò c'era, ma più tardi era caduto. Anche secondo Zahi Hawass il busto fu completato con entrambi gli occhi e il sinistro più tardi fu rovinato. Joyce Tyldesley ritiene improbabile "che sia stato strappato via un unico occhio, per danneggiare la memoria della regina morta".
Stefan Simon ha aggiunto che finora non è stata compiuta alcuna ricerca grazie alla quale si possa stabilire se nell'orbita sinistra si trovano resti di cera come legante. Il prelievo di un campione per ulteriori analisi è secondo lui improbabile a causa del valore del busto. A completamento egli ha citato il leggero danno sotto l'occhio, che potrebbe indicare l'asportazione della pupilla di cristallo di rocca prima esistente. Nell'occhio sinistro inoltre si trovano tracce di colore blu che sono presenti anche nel destro.
Alle diverse cause per la mancanza dell'occhio sinistro si collegano diverse tesi. All'ipotesi che il busto sia incompiuto, si lega l'idea che la regina sia morta o che la città Akhet-Aton sia stata improvvisamente abbandonata. D'altro lato, l'opera non sarebbe stata eseguita per la collocazione nel palazzo reale o in un tempio, bensì potrebbe essere servita come modello, per la sua lavorazione eccellente, per altri busti di Nefertiti. Secondo Hermann A. Schlögl la caratteristica dei cosiddetti "modelli da laboratorio" era quella di essere lasciati incompiuti, per rendere possibile allo scultore "di completare facilmente la fabbricazione attraverso particolari non ancora eseguiti o abbozzi ancora riconoscibili". L'occhio sinistro incompiuto serviva dunque come base per mettere in evidenza la finezza del lavoro dello scultore sull'occhio.
Poiché Nefertiti nei documenti contemporanei dopo l'anno dodicesimo o meglio tredicesimo del regno di Akhenaton non è più ricordata, si considera talvolta che sia caduta in disgrazia, il che si sarebbe riflesso sulla lavorazione del ritratto. È stata anche valutata la possibilità di una malattia agli occhi Un'iscrizione sacerdotale scoperta nel 2012 nella cava di pietra di Deir Abu Hinnis tuttavia nomina un "anno 16, terzo mese, giorno 15" nel regno di Akhenaton. In confronto con altri ritratti o rilievi della regina, il busto di Nefertiti è finora l'unico oggetto al quale manca l'occhio sinistro.
Nei romanzi su Nefertiti e Akhenaton o nella letteratura divulgativa la mancanza dell'occhio è stata elevata a tema. Philipp Vandenberg nel suo libro Nefertiti del 1975 segue l'opinione degli egittologi contemporanei, cioè che il ritratto sia rimasto incompiuto. Spiega che lo scultore Thutmose non finì il ritratto per punire la regina che non corrispondeva al suo amore. Christian Jacq nel romanzo La figlia di Nefertiti racconta che la Grande Sposa Reale di Akhenaton diventa cieca, prima di morire.

### Ricerche
Il primo esame sul busto fu compiuto negli anni venti da Friedrich Rathgen. I risultati furono pubblicati da Borchardt nel 1924. Lo scultore Richard Jenner esaminò l'opera nel 1925 mentre lavorava al restauro. Ulteriori analisi e misurazioni si ebbero nel 1950, 1969 e 1982. I dati pubblicati da Borchardt sullo strato di gesso sono stati corretti nel 1986: la nuova analisi chimica ha dimostrato che si tratta di una cosiddetta miscela di gesso e anidrite (stucco), che era stata applicata anche su altri oggetti dell'epoca di Amarna. Nel 1989 l'egittologo Rolf Krauss ha dimostrato che il busto fu lavorato seguendo con precisione le regole di un reticolo. La scala è di 26 dita di 1,875 cm ciascuno e produce l'altezza complessiva di appena 50 cm.

Il busto è stato sottoposto due volte a TAC (1992 e 2006), per individuare la tecnica di produzione e lo stato di conservazione con metodi non distruttivi. Già nel 1990 il ritratto della regina Tiy era stato sottoposto in questo modo a un'analisi accurata. Esso è considerato il secondo capolavoro di arte egizia nel Museo egizio di Berlino.

A causa di alcuni distacchi del sottile strato di gesso dal lato sinistro della corona blu e dei visibili strati di stucco sulle spalle, si è accertato che il nucleo del busto è di pietra calcarea ed è stato rivestito e modellato col gesso. Rudolf Anthes vi ha accennato già nel 1961 nel libro The Head of Queen Nofretete. Le indagini sono state compiute nel 1992 nel reparto radiologico della clinica di Charlottenburg dell'Università di Berlino e hanno prodotto un quadro preciso di questa lavorazione. È stato accertato che le irregolarità e i difetti del nucleo calcareo furono uniformati con la lavorazione fine di stucco applicato sopra. Perciò le spalle di materiale calcareo non hanno la medesima altezza e il collo è più lungo e sottile. Anche la corona blu era in origine più rigida che nell'attuale rappresentazione.

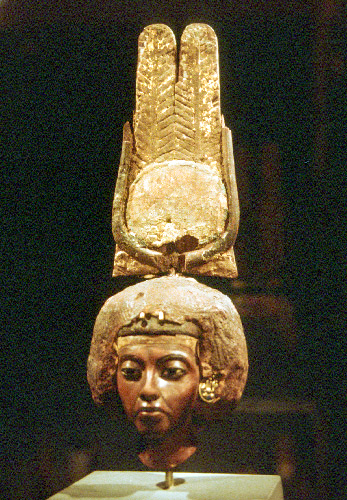
Ritratto di Tiy, Museo Egizio di Berlino

I segni orizzontali all'altezza degli occhi hanno reso possibile la misurazione della densità del materiale dietro il cristallo di rocca dell'occhio destro. La densità accertata corrisponde a quella del grasso umano e lascia pensare che in questo caso si tratti di cera. Le correzioni rilevanti del nucleo calcareo mediante la lavorazione dello stucco fanno pensare che il busto fosse un modello per la scultura. A titolo di confronto, nelle sculture o statue che sono state collocate in tombe o templi non si trovano massicci ritocchi di questo genere col gesso.

Quattordici anni dopo, a seguito dei progressi tecnici, il busto di Nefertiti è stato nuovamente sottoposto a TAC, con la collaborazione di National Geographic e Siemens Medical Solutions, sotto la guida del Dottor Alexander Huppertz, direttore dell'ISI ("Imaging Science Institut") dell'Ospedale universitario della Charité di Berlino, e con la supervisione di Dietrich Wildung. La ricerca compiuta nel 2006 ha reso possibile conoscere con precisione le strutture del nucleo di calcare e descriverle in modo molto più dettagliato rispetto all'analisi del 1992.
Dietrich Wildung ha valutato le ricerche sul busto:
(Dietrich Wildung)
Il nucleo del busto mostrava "un collo lungo e magro e spalle curve". C'erano invece alcuni ritocchi con gesso aggiunto, talvolta di spessore fino a 4 cm. Certe volte le correzioni erano apportate sulla pietra calcarea scalpellata, altre volte pieghe molto piccole erano state introdotte nel gesso applicato nell'ultimo strato della parte di guancia, al di sotto degli occhi. Wildung ha descritto questo procedimento come "tipico nello studio dello scultore". Questi fini ritocchi successivi sul gesso dimostrano un'accurata lavorazione del volto della regina. Per valorizzare più efficacemente il ritratto di Nefertiti, il busto nella nuova presentazione nell'Altes Museum è illuminato diversamente da prima. Ora essa appare non più come una "ragazza graziosa" ma come una donna matura, meno giovane.

Paragonando gli esami con le TAC del 1992 e del 2006, e ulteriori valutazioni, i collaboratori del Bundesanstalt für Materialforschung und -prüfung sono giunti ad un'altra conclusione: non c'è un secondo volto di Nefertiti, e questo esiste solo virtualmente. Alexander Huppertz respinge come infondate le critiche rivolte alle ricerche da lui compiute: "Non posso giurare che il volto originario apparisse esattamente come nello scanning in 3-D. Ma io sono convinto che quel volto c'era."

### Stato di conservazione
Il busto è conservato molto bene, a parte pochi difetti, come la mancanza dell'ureo sul lato anteriore della corona sopra la fronte, parti di entrambe le orecchie o una caduta abbastanza grande dello strato di gesso sul lato sinistro della corona e piccole rotture sul bordo della spalla sinistra. Piccoli frammenti delle orecchie furono riattaccati durante i restauri del 1925. Come l'intarsio dell'occhio sinistro, anche il serpente ureo non fu trovato tra le macerie dello scavo. La pittura è nella condizione originaria e finora non è stata restaurata.
Il busto in calcare è stato esposto, negli anni successivi alla sua scoperta, all'influsso di condizioni ambientali variabili a seconda della collocazione. 
I luoghi di sosta del busto sono stati caratterizzati da vibrazioni, oscillazioni di temperatura, umidità. L'egittologo Barry Kemp dal 1977 guida il Progetto Amarna e nel 2007 ha annotato a proposito delle singole collocazioni del busto: "è un miracolo che la statua si sia conservata intatta e stupenda".
L'esame del 2006 ha tuttavia messo in evidenza una cattiva coesione dei materiali usati (calcare e stucco). Per queste disomogeneità il busto non solo potrebbe essere danneggiato da vibrazioni, urti o scosse, ma non può nemmeno essere riparato.
Lo scienziato dei materiali Stefan Simon è chiaro sulla condizione preoccupante dello strato dipinto. Diversi studi mostrano la perdita di colore dopo il 1913 e dopo il 2005, più accentuata negli anni successivi alla scoperta. La pittura del busto ha subito inoltre dei danni nel quadro dell'iniziativa artistica per la Biennale di Venezia. Per evitare in futuro altre perdite di colore, il busto ha avuto un nuovo basamento di acciaio inossidabile, grazie al quale esso può essere spostato senza essere toccato.
Dal febbraio 2010, come ulteriore protezione dei pigmenti colorati, è proibito fotografare il busto, poiché il ritratto della regina, 
malgrado avvisi di divieto, era continuamente fotografato col flash.

## Il busto e l'arte di Amarna
Sebbene tutti gli oggetti di scavo nell'area del complesso P 47 siano di qualità eccezionale, il busto di Nefertiti proveniente dal laboratorio di Thutmose è l'opera che si distingue in tale gruppo e fra tutte e dieci le teste di Nefertiti trovate sul luogo: è l'unico ritratto dipinto e elaborato con finezza, ed è considerato un capolavoro dell'arte dell'antico Egitto. Il busto in calcare per la sua fattura si leva non solo al di sopra delle rappresentazioni egizie di altre epoche, ma anche fra tutti gli altri ritratti, rilievi, statue o stele figurate dell'epoca di Amarna. In contrasto con le rappresentazioni del re, della regina e dei figli dell'inizio dell'arte di Amarna, che appaiono talvolta grottesche o brutte, il busto a grandezza naturale di Nefertiti è simmetrico nelle proporzioni e ha un'espressione più dolce.
La forma del busto è molto insolita per una scultura dell'antico Egitto, perché di solito la testa di una persona era lavorata a parte per essere poi collegata a un corpo di materiale diverso. Su questo busto non appaiono tracce, come per esempio i cosiddetti "tappi" per tenere insieme i pezzi, che possano indicare che la testa sia stata pensata per una statua composita della regina.
Rispetto ad altre rappresentazioni plastiche della regina, quest'opera è incomparabile. Dorothea Arnold distingue cinque tipi di rappresentazione fra i ritratti della regina: L'immagine ideale (Berlino, n. 21300 e 21352), La Signora (Museo Egizio del Cairo, JE 45547), La bellezza (Berlino, n. 21220), Nefertiti in età matura (Berlino, n. 21263), Il monumento (Berlino, n. 21358). Il busto di Nefertiti (n. 21300) appartiene alle immagini ideali. Anche altri egittologi vedono nel busto berlinese un ritratto idealizzato di Nefertiti.
Rolf Krauss la descrive come "completamente costruita" ed osserva: "Nessun volto umano ha proporzioni stabilite in modo così matematicamente esatto. La testa di Nefertiti è un ritratto ideale". Egli ha accertato sulla base di un reticolo che la misura base del busto è circa lo spessore di un dito (1,875 cm). Queste sono le misure più piccole utilizzate nell'orientamento longitudinale nell'antico Egitto. In confronto, le unità di misura precedentemente usate nel reticolo di disegno sono dello spessore di circa quattro dita, ossia un palmo (7,5 cm). La perfetta simmetria del busto è sempre stata sottolineata dagli storici dell'arte. Il mento della regina, la bocca, il naso e il serpente ureo che troneggiava sopra la fronte si trovano sull'asse verticale del viso senza alcuna deviazione. Questa esattezza ha riguardato tuttavia solo il volto nel ritratto della regina. Le elaborazioni della corona sui due lati si accordano poco alla simmetria così come le attaccature delle spalle. Il lato sinistro della corona, per esempio, è un po' più largo del destro e la spalla destra è un po' più estesa della sinistra. Del resto, la simmetria del viso è resa evidente da un'osservazione allo specchio, poiché i due lati corrispondono perfettamente. Il busto della regina ha dunque una posizione chiave nell'ambito dell'arte di Amarna, poiché si leva al di sopra di tutte le precedenti rappresentazioni grazie a un rigoroso sistema "numerico". "È senza dubbio il prototipo di un nuovo volto della regina nella sua forma più pura"“

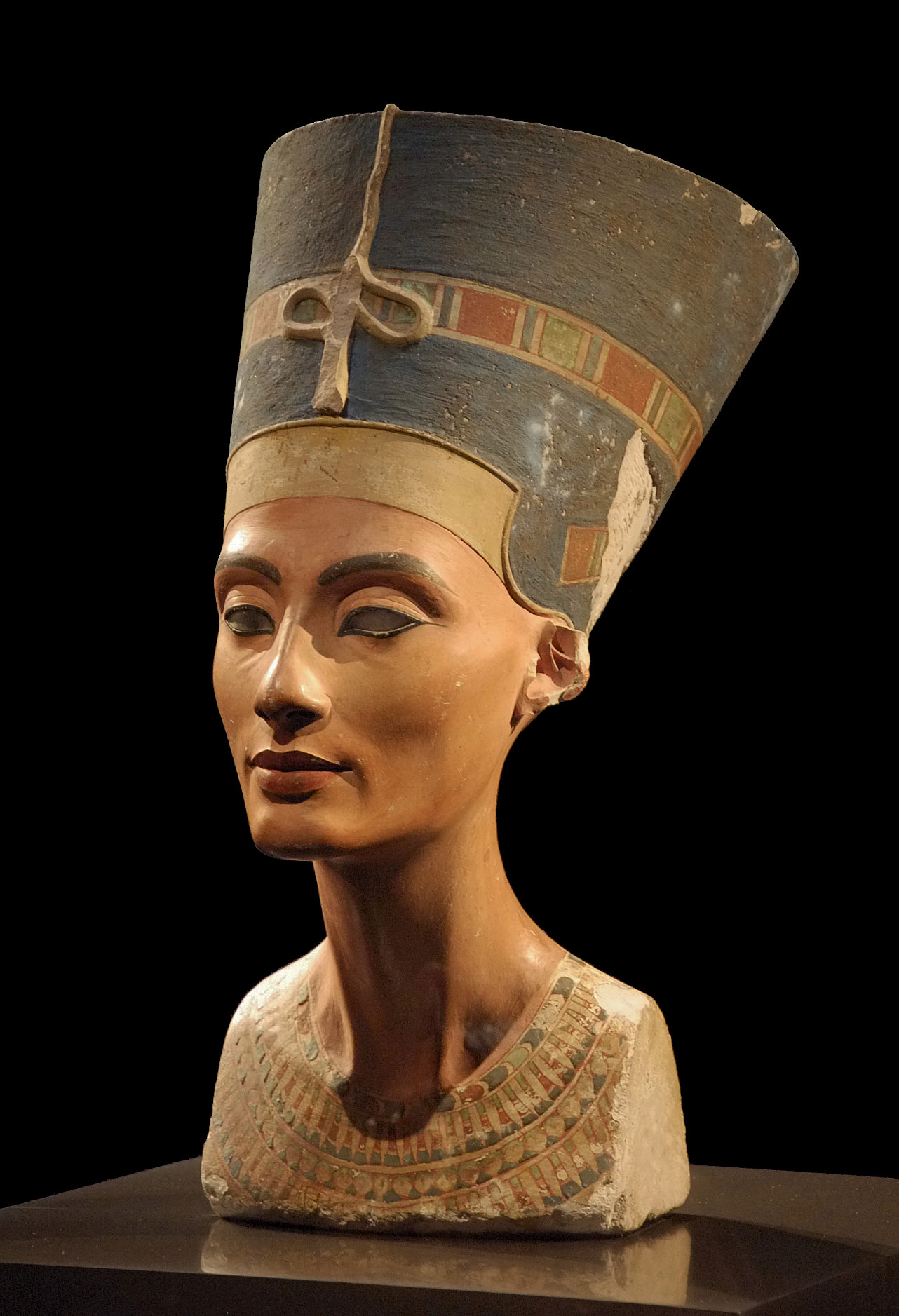
„Ritratto ideale“ (Berlino, n. 21300, calcare, altezza 50 cm)
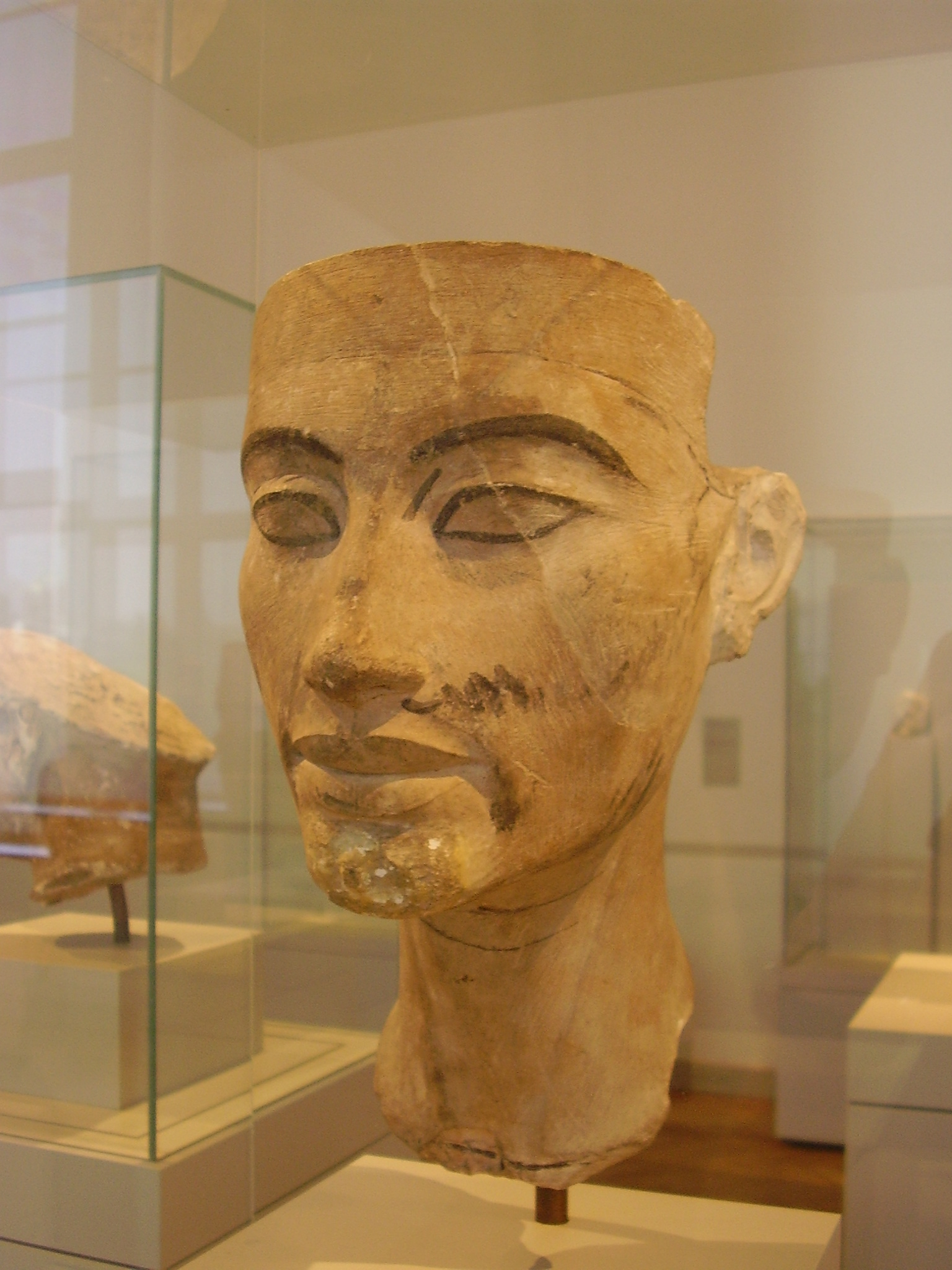
„Ritratto ideale “ (incompiuto) (Berlino, n. 21352, calcare, altezza 29,8 cm)
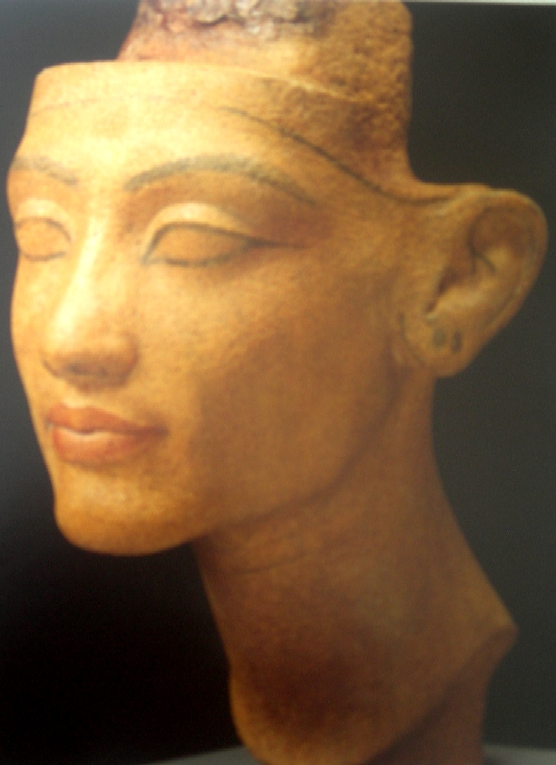
„La bellezza“ (Berlino, n. 21220, Quarzite, altezza 30 cm)
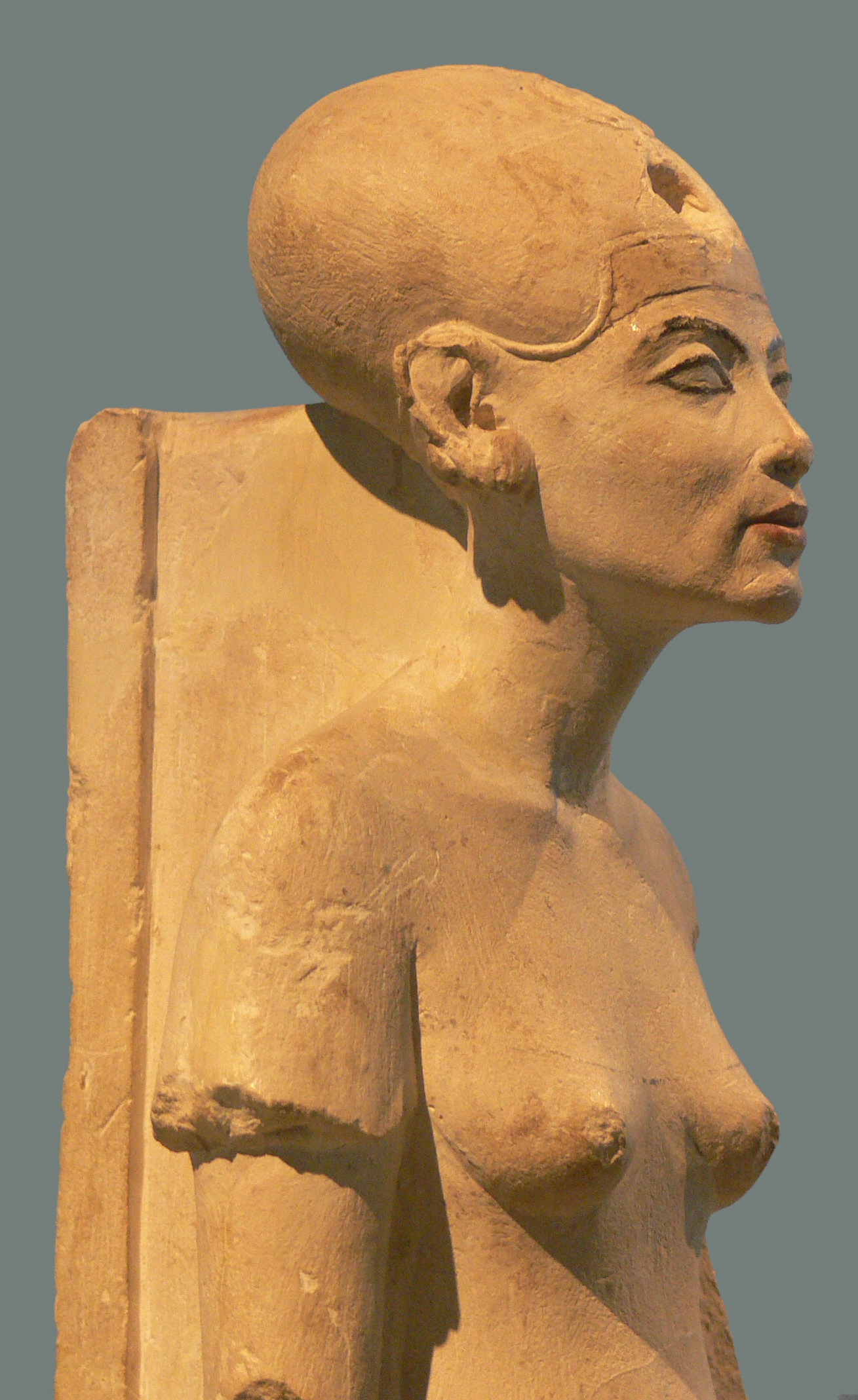
„La donna matura“ (Berlino, n. 21263, calcare, altezza 40 cm)
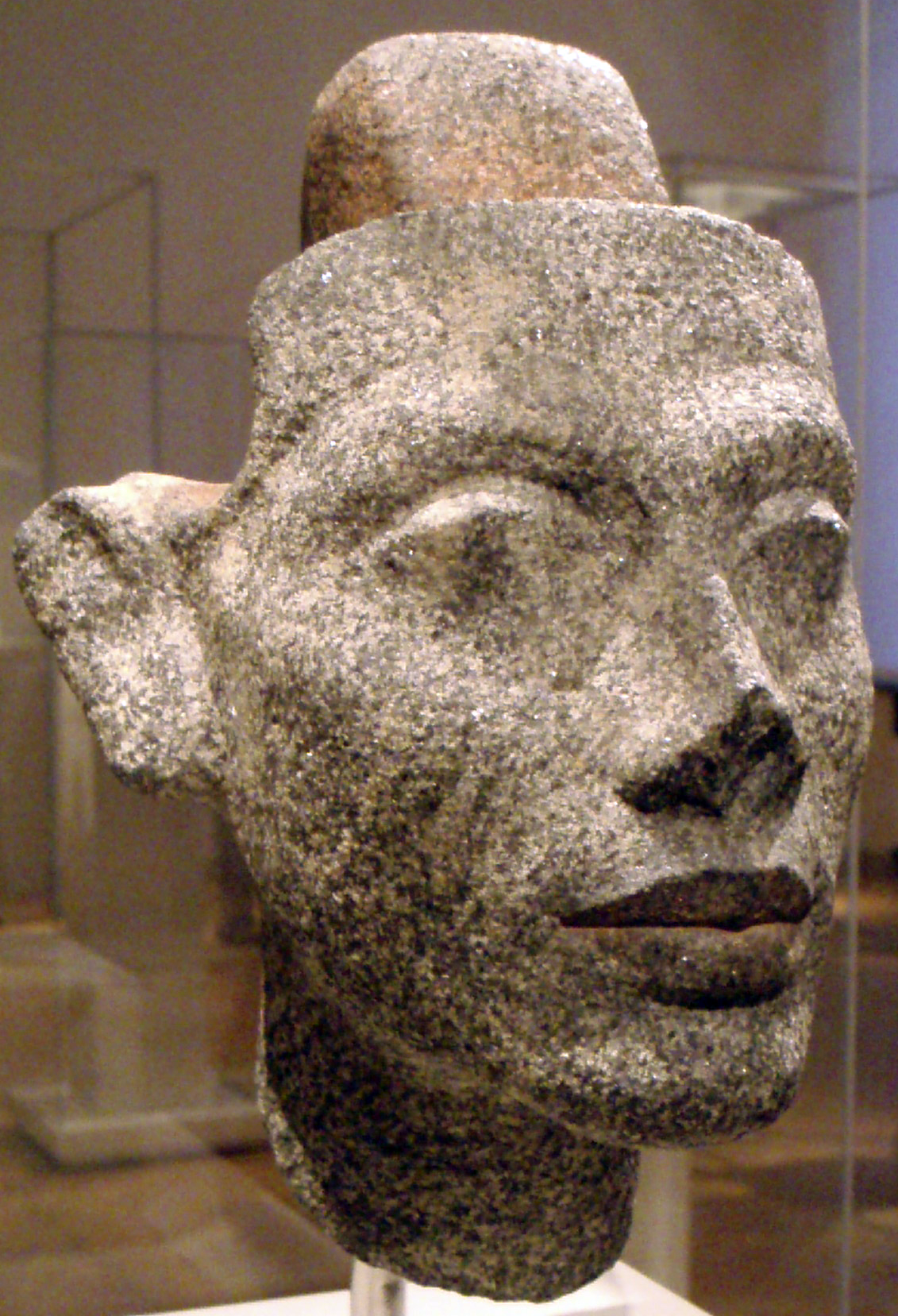
„Il Monumento“ (Berlino, n. 21358, Granito, altezza 23 cm)

Nonostante le numerose rappresentazioni della regina (rilievi, teste, statue) il vero aspetto di Nefertiti è sconosciuto.

## Richieste di prestiti e restituzioni

### Dopo la prima esposizione del 1924
Dopo la prima esposizione pubblica del busto nel 1924 al Neues Museum di Berlino, vi fu la prima richiesta di restituzione da parte dell'Egitto. Pierre Lacau, successore di Gaston Maspero come Direttore del Servizio per le antichità egizie e del Museo Egizio del Cairo, chiese che il busto fosse immediatamente restituito. Il governo egiziano si unì alla richiesta. Lacau non dubitava della regolarità della divisione in due parti uguali dei reperti archeologici, ma addusse ragioni "morali" per la richiesta di restituzione. Nell'anno successivo Borchardt non ebbe nessun permesso di scavo in Egitto.
Nel 1929 Pierre Lacau andò a Berlino; qui l'egittologo Heinrich Schäfer, direttore del Museo egizio (parte dei musei statali di Berlino), era disposto a rimandare il busto in Egitto. James Simon, che nel 1920 aveva donato ai Musei di Berlino il busto insieme ad altri oggetti di scavo provenienti da Amarna, si dichiarò d'accordo e l'Egitto fece una proposta: una statua di "Ranefer" (Antico Regno) e una statua seduta di Amenhotep figlio di Hapu (Nuovo Regno) in cambio del busto di Nefertiti. Borchardt invece affermò che per motivi di studio la raccolta non doveva essere divisa. Il Ministero della Scienza, dell'Arte e della Istruzione pubblica in questo momento sostenne la restituzione con scambio. L'opinione pubblica però era a favore della permanenza del busto a Berlino. Nel 1930 il Ministero, guidato da Alfred Grimme, decise di non procedere allo scambio.

### Al tempo del nazismo
Nel 1933, in occasione dell'anniversario della salita al trono del re Fuad I, il primo ministro Hermann Göring progettò la restituzione del busto, col sostegno di Joseph Goebbels probabilmente per ragioni di propaganda. Al contrario, Adolf Hitler nello stesso anno dichiarò che il busto era una icona: "Io non rinuncerò mai alla testa della regina. È un capolavoro, un gioiello, un vero tesoro".“ Il Cancelliere del Reich progettò per onorare l'opera di innalzare un nuovo grande museo nella rinnovata città di Berlino - che sarebbe stata chiamata Welthauptstadt Germania - con una sala interamente dedicata a Nefertiti. Vietò quindi la restituzione.

### Dopo la Seconda guerra mondiale
Nel 1945 scoppiò, nell'ambito tedesco, un conflitto riguardante le pretese sulla proprietà del busto. I rappresentanti della zona di occupazione orientale dichiararono che il patrimonio di antichità dei Musei statali che durante la guerra era stato trasferito era stato loro sottratto in modo illegittimo. La richiesta di ritorno dei beni artistici e culturali alle collocazioni precedenti alla guerra era basata sul cosiddetto "principio di provenienza". I rappresentanti della zona occidentale invece si appellarono al quadro giuridico federale e rifiutarono lo spostamento nella zona orientale del busto e di tutte le altre opere dei Musei statali che si trovavano a Berlino Ovest.
Dopo la fine della guerra anche diversi musei americani espressero interesse per i tesori d'arte tedeschi. Il Metropolitan Museum of Art a New York era interessato al busto di Nefertiti, il cui trasferimento negli U.S.A. era sostenuto da Walter I. Farmer, funzionario addetto alla custodia delle opere d'arte. Dopo l'esposizione di Nefertiti e di altre opere nel Museo di Wiesbaden (1946), l'Egitto avanzò di nuovo pretese sul ritratto della regina. Il progetto era che il busto dovesse ottenere un posto definitivo nel Museo Egizio del Cairo. Seguirono trattative fra delegati egiziani e americani. L'esito della ricerca del governo militare americano fu che il busto non faceva parte degli oggetti rubati dai nazisti e che era stato portato a Berlino nel 1913 in modo regolare. Nel 1947 la stampa annunciò che il busto della regina egizia sarebbe rimasto in Germania.
Negli anni scorsi, soprattutto dopo il 2000, il busto è stato più volte da più parti richiesto indietro come prestito all'Egitto. A parte l'allora segretario generale del Consiglio supremo egiziano per le Antichità, Zahi Hawass, nel 2006 anche la direttrice del Museo Egizio del Cairo, Wafaa el-Saddik, ne ha richiesto il prestito. L'ambasciatore egiziano in Germania Mohamed Al-Orabi, durante la cerimonia d'inaugurazione del Museo egizio nell'Altes Museum, ha definito il busto di Nefertiti "rappresentante permanente dell'Egitto in Germania"; però nel 2008 ha chiesto che fosse prestato all'Egitto e che si costituisse una "Commissione tedesco-egiziana sulla trasportabilità di Nefertiti". Nel 2007 Zahi Hawass ha avanzato la richiesta di prestito del busto per una esposizione di tre mesi in occasione dell'apertura del nuovo Museo egizio presso le Piramidi di Giza. In quest'occasione il direttore del museo berlinese, Dietrich Wildung, ha rilevato che la Germania progettava la fondazione di un museo per l'Arte Europea ad Alessandria d'Egitto, come ringraziamento dei paesi europei all'Egitto.
Nel 2007 ha inizio la campagna "Nefertiti si mette in viaggio". La società "CulturCooperation e.V." in una lettera al ministro per la Cultura e la Comunicazione Bernd Neumann ha chiesto al Governo federale di prestare il busto all'Egitto. Il Deutschen Bundestag ha respinto la richiesta. Il trattamento del busto in calcare, ha spiegato la commissione cultura nella seduta del 26 aprile 2007 a Berlino, dev'essere estremamente scrupoloso per ragioni di conservazione e di restauro. Il 9 maggio 2007 il deputato Evrim Baba ha presentato una interrogazione col titolo "Koloniale Raubkunst" (ruberia coloniale) e nell'agosto dello stesso anno col titolo "Nefertiti si mette in viaggio". La Fondazione del patrimonio culturale prussiano ha risposto alla prima interrogazione e ha rettificato le affermazioni usate nella campagna.
Negli ultimi anni da parte di Hawass ci sono state ancora ripetute richieste dirette di restituzione del busto, perché l'Egitto all'epoca sarebbe stato ingannato sul valore del busto e questo avrebbe lasciato il paese illegalmente. In Egitto dovrebbe essere insediata una commissione per verificare le circostanze e i documenti dell'epoca. All'apertura del Neues Museum di Berlino (ottobre 2009) Zahi Hawass ha dichiarato pubblicamente:
(Zahi Hawass)
In occasione della visita della nuova direttrice del Museo Egizio di Berlino, Friederike Seyfried, a Zahi Hawass al Cairo nel 2009, la Fondazione del patrimonio culturale prussiano ha fatto notare che non erano in questione trattative sul busto di Nefertiti: non c'è mai stata una richiesta ufficiale da parte dello Stato egiziano; è ancora in discussione se la scultura possa essere messa a disposizione per un'esposizione temporanea. Sarebbero considerati decisivi per un prestito solo i risultati della commissione per la conservazione riguardo alla trasportabilità del busto.
Seyfried ha fatto sapere (marzo 2010) che, dopo il controllo di tutte le circostanze relative alla divisione dei reperti, non rimane il minimo dubbio e che essa ha seguito le disposizioni dell'epoca.
Il 24 gennaio 2014 Zahi Hawass ha richiesto nuovamente la restituzione del busto in una lettera alla Fondazione del patrimonio culturale prussiano. Egli ha sottolineato il sostegno "esplicito" del primo ministro Ahmed Nazif e del ministro della cultura Farouk Hosny. Questa richiesta, che peraltro non aveva alcun carattere ufficiale, è stata prontamente respinta dal ministro della cultura Bernd Neumann.
Il presidente della Fondazione del patrimonio culturale prussiano, Hermann Parzinger, nel centenario della scoperta del busto (dicembre 2012) ha dichiarato di escludere una restituzione: "Nefertiti è parte del patrimonio culturale dell'umanità. Una restituzione per pura magnanimità la ritengo in linea di principio insostenibile".

## Copie e sospetti di falsificazione

### Copie del busto

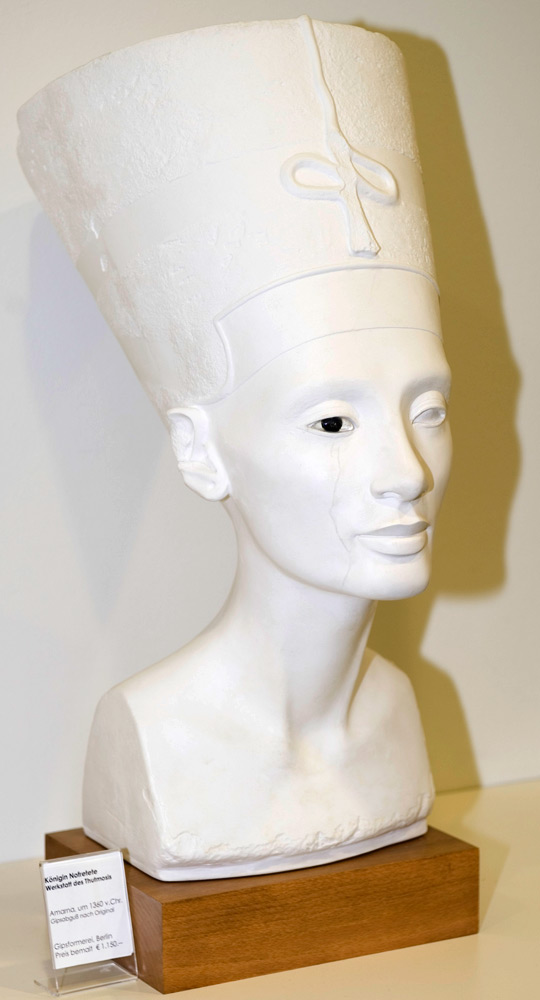
Calco di gesso non dipinto (Ausstellungsraum Gipsformerei, Berlino)

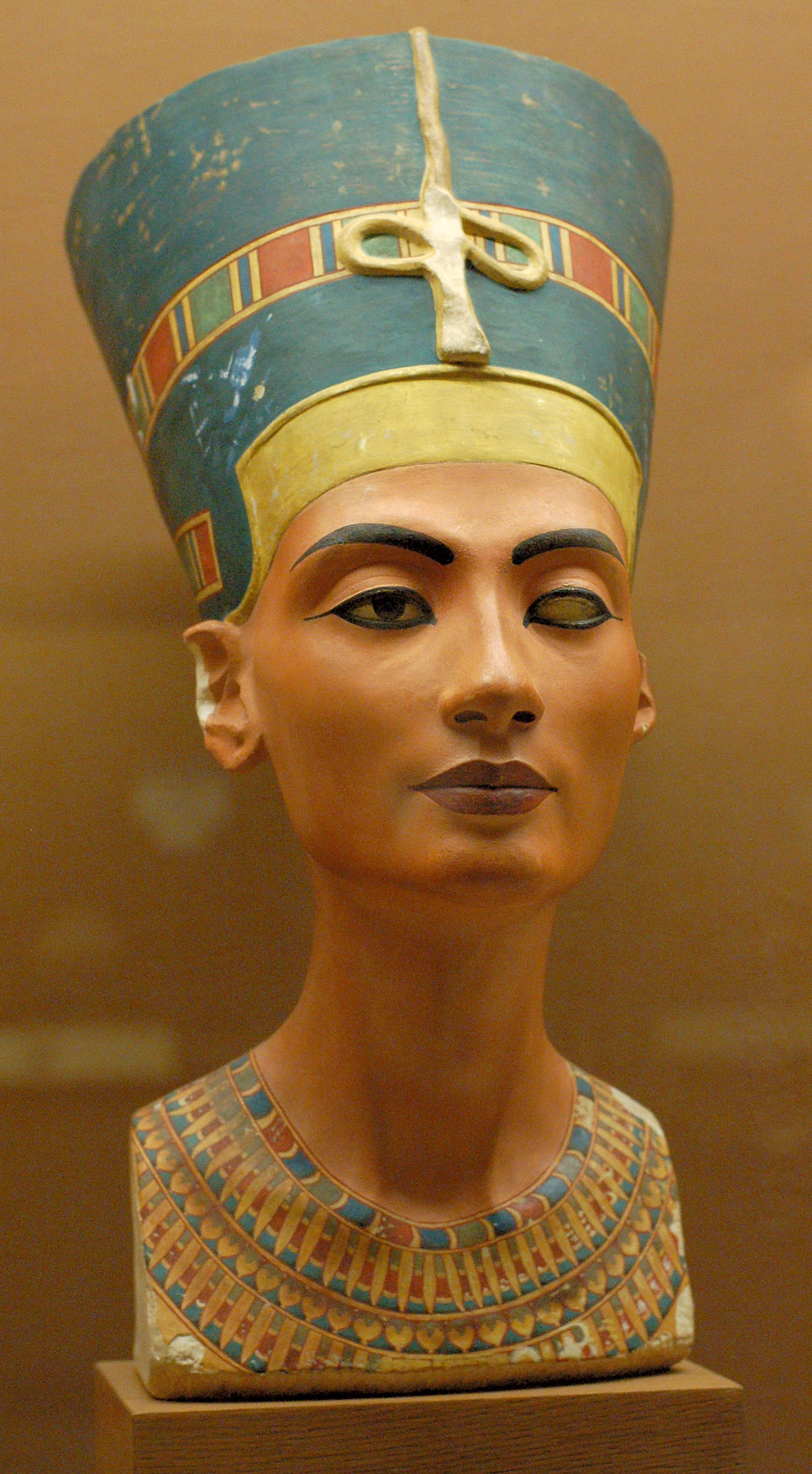
Copia del busto nel Rosicrucian Museum a San José, California

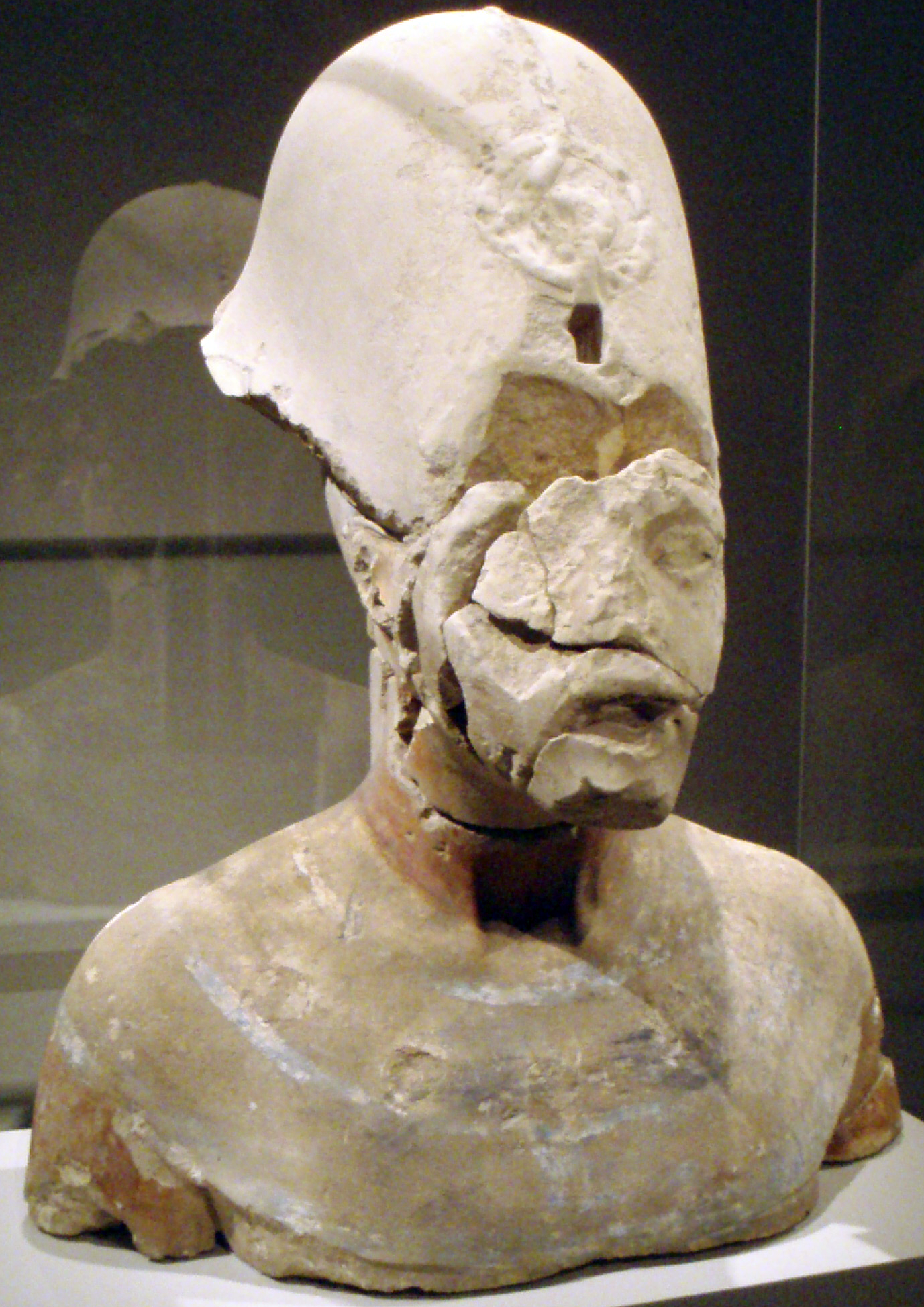
Busto in calcare danneggiato e ricostruito di Akhenaton, Museo Egizio di Berlino

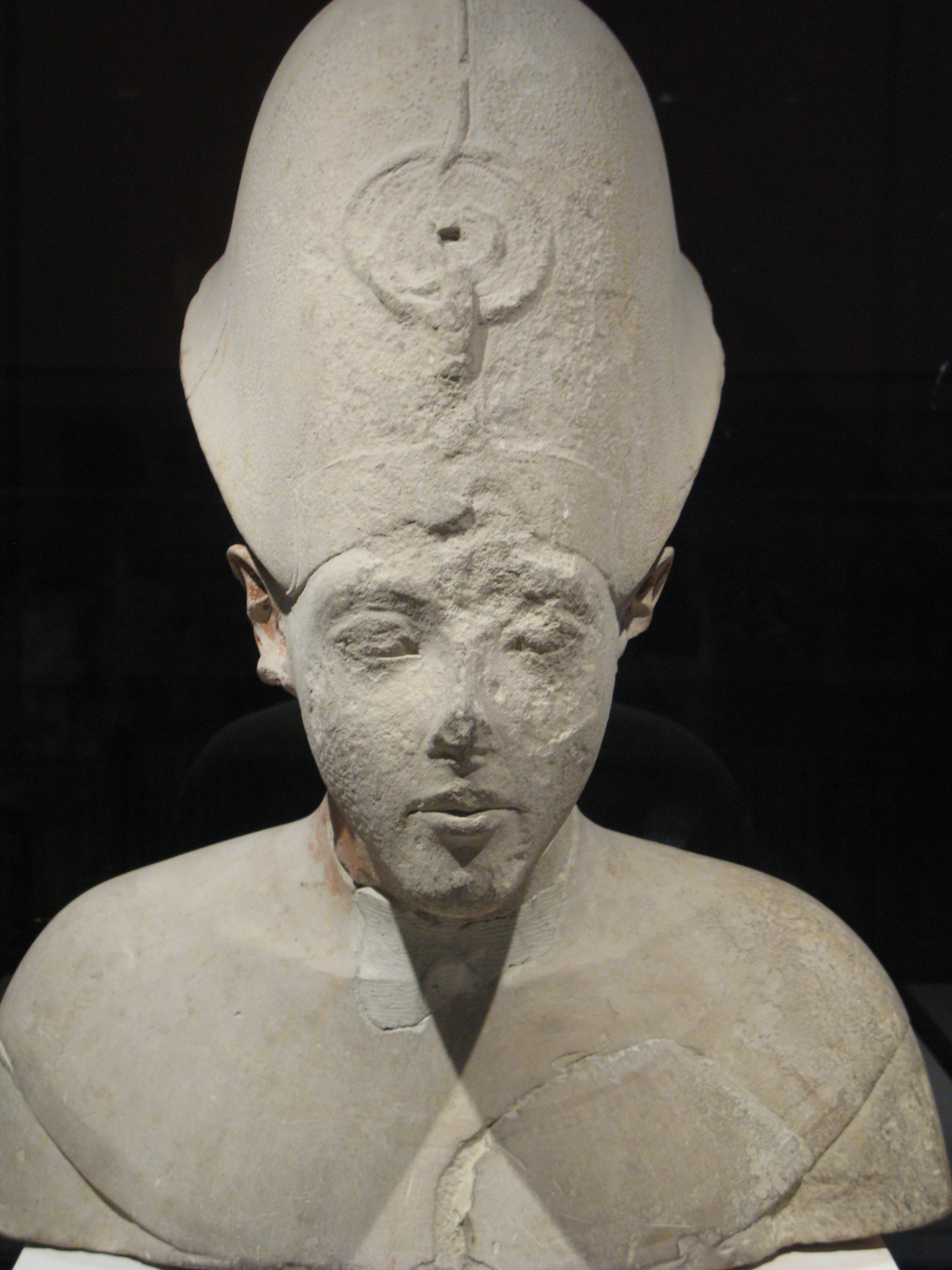
Busto in calcare del faraone Akhenaton, Louvre

Esistono numerosi duplicati del busto di Nefertiti. Nel 1925 Richard Jenner intraprese lavori di restauro sulle orecchie e sui resti del serpente ureo e cominciò col preparare una prima copia. Nella Gipsoteca, la sezione più antica dei musei statali di Berlino, dal 1819 furono esposte repliche dei più vari oggetti da museo significativi, provenienti da Berlino o da musei europei, compreso il busto di Nefertiti. 
Come materiale era usato gesso alabastrino di gran pregio. La preparazione di repliche della Nefertiti era eseguita sulla base di una copia-madre e le repliche costituiscono a una trasposizione a grandezza naturale. Alla fine degli anni sessanta il modello che T. Haim aveva approntato è stato sostituito da un altro preparato su base fotogrammetrica. Tuttavia questo modello era impreciso e ha dovuto essere ritoccato dal restauratore Joachim Lüdcke, per ottenere una forma idonea alla produzione di copie. Così per esempio nel 2005 è stato "provato", usando per ragioni di sicurezza delle copie, il trasferimento del busto da Charlottenburg all'Altes Museum nella sua nuova collocazione.
Nel 2011 il busto di Nefertiti è stato misurato con uno scanner a tre dimensioni, grazie al quale è possibile una riproduzione della scultura al centesimo di millimetro. La Gipsoteca di Berlino su questa base ha approntato una edizione speciale del busto, limitata a cento esemplari.
Dopo la donazione di tutti i reperti provenienti da Amarna allo Stato prussiano, James Simon sostituì in casa sua il busto originale con una copia. Questa oggi si trova probabilmente ancora in possesso dei suoi eredi. Il fascino del ritratto colpì anche il Kaiser Guglielmo II, al punto che ne fece fare una copia, alla quale però fece aggiungere l'occhio mancante. Egli portò con sé il busto in esilio a Doorn nei Paesi Bassi. La copia si trova ancora nella villa dove il Kaiser risiedeva durante l'esilio. Essa è stata esposta nel 2010 nella mostra "Storia e avventura dell'archeologia" nel Ruhr Museum a Essen, ed anche nell'esposizione straordinaria su "Sissi e Guglielmo II, imperatori a Corfù" al Rijksmuseum van Oudheden di Leida.
Anche Hitler deve aver ordinato una o più copie esatte del busto. Correva voce che fossero state ordinate per ingannare gli egiziani e che Hitler volesse tenere l'originale nella sua collezione privata.
La rete televisiva ZDF ha ripreso la tesi dell'esistenza di una copia di Hitler in un documentario del 2007: per ordine di un maggiore il busto di Nefertiti sarebbe stato messo al sicuro togliendolo dal bunker del Zoologischer Garten Berlin. Questo si sarebbe trovato in una cassa col numero 28 mentre lasciava Berlino, mentre sarebbe stato ritrovato in una cassa col numero 34 a Merkers in Turingia. Ci si dovrebbe chiedere dunque se il busto nel museo di Berlino è autentico. La descrizione è tuttavia contraddittoria, perché l'asserzione del maggiore da un lato non collima col protocollo, secondo il quale il busto in quel tempo era stato trasportato nella miniera di sale in Turingia; d'altro lato sarebbe stato Hitler in persona a dare l'ordine per il salvataggio dell'opera d'arte.
Il giornale "B.Z." ha pubblicato nel gennaio 2008 un articolo secondo il quale la ditta produttrice di moda "Shangri-La" sarebbe in possesso di questa copia, che sarebbe stata salvata dal "Museo privato di Hitler". Sul piedistallo ha un timbro con la scritta "AH 537". Potrebbe dunque trattarsi dell'originale, e di conseguenza nel museo berlinese ci sarebbe una copia. Dietrich Wildung ha risposto affermando che sulla base delle ricerche con la TAC non esiste alcun dubbio sull'autenticità del busto al Museo Egizio di Berlino e che non si tratta di una copia.

### Sospetto di falsificazione
All'inizio degli anni ottanta si è diffusa la voce che Borchardt avesse fatto costruire un falso busto della regina, l'avesse sepolto per poi scoprirlo il 6 dicembre 1912, per impressionare con la scoperta un gruppo di visitatori che si erano annunciati, fra i quali era il principe Giovanni Giorgio di Sassonia.
Rolf Krauss ha preso posizione riguardo alle voci: "Con una più appropriata interpretazione dei fatti, quest'ipotesi si adatta tanto al desiderio di Borchardt, che il busto durante la spartizione fosse attribuito a lui, quanto anche al suo successivo tentativo di impedirne l'esposizione pubblica".“ La squadra di scavo, aggiunge, ha certo trovato anche pigmenti colorati e sarebbe possibile utilizzare nuovamente questi antichi materiali; tuttavia le ricerche fatte per la prima volta nel 1987-1988 hanno dimostrato che per il busto è stata utilizzata la miscela calce-gesso-anidrite. Questa miscela all'epoca dello scavo non era ancora conosciuta e senza analisi chimica non sarebbe nemmeno possibile falsificare il materiale. In questo momento il Krauss ritiene problematica una valutazione artistico-archeologica, in quanto non tutti i reperti di Amarna sono stati resi pubblici ed inoltre lo stato delle pubblicazioni sul busto di Nefertiti è incompleto.
Nel 2009 egli ha aggiunto, quanto al fatto che Borchardt avrebbe trattenuto il busto: "sarebbe stato una cosa facile nel frattempo incaricare uno scalpellino di produrre un falso".

Lo storico svizzero dell'arte Henri Stierlin nel 2009 ha esposto la tesi che il busto di Nefertiti sia stato fabbricato all'inizio del ventesimo secolo. Sarebbe stato apprestato su incarico di Borchardt senza l'intenzione di creare un falso: egli desiderava presentare sul busto una collana che era stata scoperta durante i lavori di scavo in Egitto. Anche sul busto stesso, sostiene Stierlin, si trovano indizi che non si tratta di un oggetto egizio vecchio più di 3400 anni: la circostanza, riconosciuta dagli egittologi, che il busto intenzionalmente non ha l'occhio sinistro, sarebbe stata offensiva per gli antichi Egizi, che avrebbero creduto che le statue fossero persona reali. Stierlin osserva criticamente che le spalle del busto sono tagliate verticalmente, mentre gli antichi Egizi avrebbero sempre disposto le spalle in orizzontale.
Indipendentemente da Stierlin, anche lo scrittore Erdoğan Ercivan si è occupato di falsi archeologici e dubita dell'autenticità del busto di Nefertiti. Secondo lui la moglie di Ludwig Borchardt fece da modella per il busto, il che spiegherebbe perché Borchardt voleva tenere il busto "sotto chiave".
Il direttore del Museo Egizio berlinese, Dietrich Wildung, ha respinto questa tesi di Stierlin in quanto "senza dubbio non giusta" e ha comunicato che sul busto non sono state rinvenute tracce di nessun genere di materiali moderni. Una falsificazione così perfetta non sarebbe a quell'epoca stata possibile. Già dopo l'esito della prima TAC del 1982 Wildung aveva detto: "La costruzione complicata del busto, con un nucleo in pietra calcarea con integrazioni di gesso respinge nel regno della fantasia le chiacchiere su una produzione moderna del busto di Nefertiti".
Anche André Wiese, curatore dell'Antikenmuseum di Basilea, in un'intervista ha designato "l'accusa di falsificazione come semplice stupidaggine" e le critiche "come completamente infondate e non degne di fede". Il busto è stato più volte esaminato e sia tutte le analisi e le ricerche ai raggi X, sia anche le circostanze del ritrovamento dimostrano l'autenticità del busto. I pigmenti colorati sono stati senza dubbio applicati in antico, e si tratta di gesso e pietra, materiali "vecchi", dei quali non sarebbe possibile indicare l'età. Come punto decisivo Wiese considera la circostanza che dopo il busto di Nefertiti ne è stato trovato uno quasi identico di Akhenaton. Per falsificare il busto di Nefertiti, si sarebbe dovuto conoscere già questo busto di Akhenaton. Un busto di Akhenaton paragonabile si trova al Louvre.
Allo stesso modo Zahi Hawass contesta la tesi di Stierlin: Egli non è uno storico e la sua asserzione che il busto è un falso è pura fantasia. Sulle spalle tagliate verticalmente osserva che Akhenaton durante il suo regno aveva introdotto una nuova forma d'arte. Il busto fu completato con entrambi gli occhi, mentre il sinistro più tardi è stato rovinato. Quanto all'argomentazione di Stierlin, che Borchardt sapesse che si trattava di un falso, Hawass ha replicato che il rapporto sulla scoperta è sorprendentemente dettagliato.
Stefan Simon, studioso di scienza dei materiali del Rathgen-Forschungslabor presso i Musei statali di Berlino, si è espresso in modo esauriente sulla questione dei falsi. Egli ha osservato in conclusione, come già Rolf Krauss, che il materiale usato per il busto è il cosiddetto "Amarna-Mix", una miscela di gesso e anidrite con particelle di calcare, che nel 1912 non era ancora conosciuta. L'analisi chimica è stata eseguita nel 1986. Senza conoscere questo insieme di sostanze non sarebbe stata possibile la falsificazione.

## Importanza culturale
Dalla prima esposizione nel 1924 il busto di Nefertiti è un caposaldo della cultura museale berlinese e da allora attira innumerevoli visitatori. Determinante per il rapido crescere dell'interesse per il busto e per l'antico Egitto non è stato solo lo splendore del busto in sé, ma anche la scoperta della tomba pressoché intatta (KV62) di Tutankhamon grazie a Howard Carter nel 1922, alla quale seguì una Egittomania di portata mondiale. Fra tutti gli oggetti d'arte dell'antico Egitto finora trovati, il busto di Nefertiti è paragonabile forse con la maschera d'oro di Tutankhamon.
Il busto, divenuto icona mediatica, ha arricchito innumerevoli titoli di giornali e riviste, ed è stata promossa a "covergirl". Il ritratto all'inizio degli anni venti era un modello di stile per le donne che copiavano il trucco della regina. La stampa definisce di frequente Nefertiti la "berlinese" più nota o più bella.

## Nefertiti come motivo
Il busto della regina anche ora si incontra in tutto il mondo come motivo molto apprezzato per gioielli, calendari, cartoline, blocchetti per appunti, copie, in elaborazioni che vanno dal Kitsch all'artistico, e anche come produzioni originali. Stampe o papiri dipinti però spesso mostrano Nefertiti con i due occhi intatti.
In Germania tra il 1988 e il 1989 è stato emesso un francobollo da 70 e da 20 pfennig, che rappresenta il busto di Nefertiti. Con la data di prima emissione 2 gennaio 2013 la Deutsche Post AG ha emesso un francobollo commemorativo (da € 0,58), con il busto di Nefertiti. L'immagine di Nefertiti si trova di frequente anche come mezzo pubblicitario. Nel 1999 i Verdi hanno scelto come manifesto per le elezioni il busto, con il motto: "donne forti per Berlino".
Nel 2003 il busto è stato collocato per breve tempo sul torso di bronzo di una donna nuda, nel corso di un'azione artistica, che poi è stata presentata come videoinstallazione alla Biennale di Venezia dagli artisti ungheresi András Gálik und Bálint Havas. Nell'azione, che si è svolta per la prima volta il 15 giugno 2003, gli artisti hanno cercato "di collegare l'ideale di bellezza antico di 3000 anni con un corpo femminile moderno". In seguito all'iniziativa si sono levate proteste indignate da parte dell'Egitto: sia per il trattamento del prezioso busto di calcare, sia per l'esibizione di un corpo femminile nudo.

### Esplicative
1. ↑  Datazione secondo (DE) Rolf Krauss, Thomas Schneider: Lexikon der Pharaonen.,  p. 318.
2. ↑  Per la prima esposizione del busto sono stati indicati gli anni 1923 e 1924. Lo scritto di Porträts der Königin Nofretete apparve nel 1924 con numerose foto del busto, ma recava la data 1923.
3. ↑  Confrontare a questo proposito Carter No. 256,4,0 (Diadem), The Griffith Institute: Tutankhamun: Anatomy of an Excavation
4. ↑  Su questo fra gli egittologi vi sono diverse indicazioni: secondo Hermann A. Schlögl Nefertiti morì dopo il tredicesimo anno di regno (in: Das Alte Ägypten. p. 238); secondo Marc Gabolde Nefertiti viveva ancora nel diciassettesimo anno di regno di Akhenaton e morì poco prima del marito.(in: Das Geheimnis des goldenen Sarges, p. 20)

### Bibliografiche
1. ↑  Welt Online: Das zweite geheime Gesicht der Nofretete, 16 ottobre 2009
2. ↑  (DE) Legenden von Inzest und Nebenfrauen, su stern.de. URL consultato il 18 marzo 2022.
3. ↑  Carola Wedel: Nofretete und das Geheimnis von Amarna. p. 22.
4. 1 2  Dietrich Wildung: Die Büste der Nofretete. S. 7.
5. ↑   Carola Wedel, Nofretete und das Geheimnis von Amarna, Von Zabern, 2005,  p. 21, ISBN 3-8053-3544-X, OCLC 62143777. URL consultato il 18 marzo 2022.
6. ↑  (EN) Joann Fletcher, The Search For Nefertiti, Hodder & Stoughton, 28 marzo 2013,  p. 58, ISBN 978-1-4447-8054-3. URL consultato il 18 marzo 2022.
7. ↑   Ludwig Borchardt, Deutsche Orient-Gesellschaft e Deutsches Archäologisches Institut. Abteilung Kairo, Die Wohnhäuser in Tell El-Amarna, Mann, 1980,  p. 97. URL consultato il 18 marzo 2022.
8. ↑  Carola Wedel: Nofretete und das Geheimnis von Amarna. p. 24.
9. ↑  Ludwig Borchardt, U.Herbert Ricke:Die Wohnhäuser in Tell el-Amarna.p. 98
10. ↑   Copia archiviata, su spiegel.de. URL consultato il 24 dicembre 2009 (archiviato dall'url originale il 20 dicembre 2009). Controversy: Did Germany Cheat to Get Bust of Nefertiti?|date=10 February 2009|publisher=Der Spiegel|accessdate=17 November 2009
11. ↑  Carola Wedel: Nofretete und das Geheimnis von Amarna. p. 25.
12. ↑  Nofretete geht auf Reisen: Nofretete in Berlin: Eine Chronologie Archiviato l'11 settembre 2015 in Internet Archive.
13. ↑  Der Spiegel: Eine Königin bleibt. Der berühmteste Kopf aus Stein. Archiviato il 21 febbraio 2013 in Internet Archive. 4. Januar 1947.
14. ↑  DeutschlandRadio: Hieroglyphen um Nofretete. Archiviato l'11 settembre 2007 in Internet Archive. 1. März 2005.
15. ↑  (DE) Glanzvoller Ruinencharme für die Nofretete, su Archiv bundesregierung.de, 16 ottobre 2009. URL consultato il 6 marzo 2021 (archiviato dall'url originale il 10 febbraio 2013).
16. ↑  Hermann A. Schlögl: Das Alte Ägypten. Geschichte und Kultur von der Frühzeit bis zu Kleopatra. C. H. Beck, München 2006, ISBN 3-406-54988-8, p. 225.
17. 1 2  Dietrich Wildung: Die Büste der Nofretete. S. 4.
18. 1 2  Berliner Morgenpost: Rätselraten um Königin Nofretete. Archiviato il 1º maggio 2015 in Internet Archive. 7. Mai 2009.
19. 1 2 3 4 5 6  Spiegel-online: Streit um die schweigsame Schönheit. 15. Mai 2009.
20. ↑  «Der Spiegel»,  Pupille im Speicher, n.20, 12-5-1997, p.211
21. 1 2  Ludwig Borchardt: Tagebucheintrag zur Auffindung der Nofretete-Büste. Ägyptisches Museum Berlin, Inventar-Nr. 21357.
22. ↑  Berlin, Ägyptisches Museum der Staatlichen Museen Berlin Preußischer Kulturbesitz: Nofretete – Echnaton. Zabern, Mainz 1976, Nr. 80
23. 1 2  Ausstellungskatalog Ägyptisches Museum Berlin, 1967, Nr. 767: Büste der Königin Nofretete, p. 71.
24. 1 2  Joyce Tyldesley: Mythos Ägypten. Die Geschichte einer Wiederentdeckung. p. 254.
25. 1 2  Rudolph Anthes: Nofretete – The Head of Queen Nofretete. p. 6.
26. ↑  Carola Wedel: Nofretete und das Geheimnis von Amarna. p. 13.
27. 1 2  Joyce Tyldesley: Mythos Ägypten. Die Geschichte einer Wiederentdeckung. S. 253.
28. ↑  Carola Wedel: Nofretete und das Geheimnis von Amarna. S. 11.
29. ↑  Dietrich Wildung: Die Büste der Nofretete. p. 15.
30. 1 2 3  Dietrich Wildung: Die Büste der Nofretete. p. 13.
31. 1 2  Dorothea Arnold: The Royal Women of Amarna. Images of Beauty from Ancient Egypt. p. 69.
32. ↑  Joyce Tyldesley: Ägyptens Sonnenkönigin. Biographie der Nofretete. p. 292.
33. 1 2  Dorothea Arnold: The Royal Women of Amarna. Images of Beauty from Ancient Egypt. p. 67.
34. ↑  Nicholas Reeves: Faszination Ägypten. p. 134.
35. 1 2  Digital Journal: Egypt’s Rubbishes Claims that Nefertiti Bust is 'Fake', 12. Mai 2009 (inglese)
36. 1 2  Joyce Tyldesley: Ägyptens Sonnenkönigin. Biographie der Nofretete. p. 291.
37. ↑  Hermann A. Schlögl: Echnaton. Rowohlt, Hamburg 1986, ISBN 3-499-50350-6, p. 79.
38. ↑  Athena Van der Perre: Nofretetes (vorerst) letzte dokumentierte Erwähnung. In: Im Licht von Amarna - 100 Jahre Fund der Nofretete. Ägyptisches Museum und Papyrussammlung Staatliche Museen zu Berlin. Imhof, Petersberg 2012. ISBN 978-3-86568-842-2, p. 197.
39. ↑  Philipp Vandenberg: Nofretete, p. 47.
40. 1 2  National Geographic: Die Schöne vom Nil. Archiviato il 23 aprile 2015 in Internet Archive. 2001.
41. ↑  Dietrich Wildung: Einblicke. Zerstörungsfreie Untersuchungen an altägyptischen Objekten. p. 134
42. ↑  Carola Wedel: Nofretete und das Geheimnis von Amarna. p. 14.
43. 1 2  Dietrich Wildung: Einblicke. Zerstörungsfreie Untersuchungen an altägyptischen Objekten. p. 148.
44. 1 2  Siemens: Siemens enträtselt Inneres von Nofretete
45. 1 2  Der Tagesspiegel: Nofretete: Ihr zweites Gesicht. 25. Juli 2007.
46. ↑  ZfP-Zeitung 116:Das zweite Gesicht der Nofretete. Oktober 2009.
47. ↑  BZ-online:Hat Nofretete doch kein zweites Gesicht? Archiviato il 7 aprile 2014 in Internet Archive. 13. Oktober 2009.
48. ↑  (DE) Büste der Nofretete, su Staatliche Museen zu Berlin - Ägyptisches Museum. URL consultato il 6 marzo 2021 (archiviato dall'url originale il 29 ottobre 2014).
49. 1 2 3 4  ZDF terra-x: Die Odyssee der Nofretete: Original und Fälschung. Archiviato il 12 ottobre 2013 in Internet Archive., 27. Juli 2007.
50. ↑  Welt Online: Das zweite geheime Gesicht der Nofretete. 31. März 2009.
51. ↑  Notizie di libri e cultura del Corriere della Sera
52. ↑  Der Tagesspiegel: Kein Foto mehr von Nofretete. 17. Februar 2010.
53. ↑  Dietrich Wildung: Die Büste der Nofretete. S. 8.
54. ↑  Dorothea Arnold: The Royal Women of Amarna. Images of Beauty from Ancient Egypt. New York 1996, p. 65–83.
55. 1 2  Dorothea Arnold: The Royal Women of Amarna. Images of Beauty from Ancient Egypt. p. 68.
56. ↑  Michael E. Habicht: Nofretete und Echnaton. Das Geheimnis der Amarna-Mumien. Koehler & Amelang, Leipzig 2011, ISBN 978-3-7338-0381-0, Abb. XI-a und XI-b
57. ↑  Carola Wedel: Nofretete und das Geheimnis von Amarna. S. 26.
58. ↑  Carola Wedel: Nofretete und das Geheimnis von Amarna. p. 83.
59. ↑  Carola Wedel: Nofretete und das Geheimnis von Amarna. S. 85.
60. ↑  ZDF terra-x:Die Odyssee der Nofretete: Skandal um Nofretete Archiviato il 30 ottobre 2014 in Internet Archive., 29. Juli 2007.
61. 1 2  museo-on.de: Kleine Anfrage von Evrim Baba: Koloniale Raubkunst; Drucksache 16/10754 vom 9. Mai 2007 (PDF; 280 kB)
62. ↑  Carola Wedel: Nofretete und das Geheimnis von Amarna. S. 85, 87.
63. ↑  «Der Spiegel», Eine Königin bleibt. Der berühmteste Kopf aus Stein, n.1, 4-1-1947
64. ↑  Spiegel-online: Nofretete zu alt zum Reisen? 13. April 2007.
65. ↑  taz.de: Bundestag hält Nofretete in Berlin. 27. April 2007.
66. ↑  evrimbaba.de: Kleine Anfrage von Evrim Baba: Nofretete geht auf Reisen; Drucksache 16/11128 vom 16. August 2007 Archiviato il 4 marzo 2016 in Internet Archive. (PDF; 95 kB)
67. ↑  Der Tagesspiegel: „Wir sind keine Jäger des verlorenen Schatzes“. 13. Oktober 2009.
68. ↑  Pressemitteilung Stiftung Preußischer Kulturbesitz: Keine Verhandlungen zu Nofretete.[collegamento interrotto] (PDF; 27 kB) 18. Dezember 2009.
69. ↑  «Tagesschau»,Ägypten fordert Nofretete-Büste zurück – Tauziehen um die schöne Königin. 24. Januar 2011.|AlteURL=https://www.tagesschau.de/ausland/nofretetebueste100.html
70. ↑  B. Z. online: Hermann Parzinger: Nofretete bleibt eine Berlinerin, 3. Dezember 2012
71. ↑   Gipsformerei der Staatlichen Museen zu Berlin, su smb.museum. URL consultato il 15 aprile 2015 (archiviato dall'url originale il 6 giugno 2012).
72. ↑  Rolf Krauss: 1913–1988. 75 Jahre Büste der NofretEte – Nefret-iti in Berlin. p. 120.
73. ↑  Welt-online: Nofretetes Kopien proben den Umzug. 1. März 2005.
74. ↑  Zeit.de (dpa): Nofretete-Replik auf hundertstel Millimeter genau. Archiviato l'11 marzo 2016 in Internet Archive. 17. August 2011.
75. ↑  Rolf Krauss: 1913–1988. 75 Jahre Büste der NofretEte – Nefret-iti in Berlin. p. 94, 119.
76. ↑  RP Online: Nofretete für Kaiser Wilhelm 11. Februar 2010.
77. ↑  Berliner Umschau: Webarchiv | url=http://www.berlinerumschau.com/index.php?set_language=de&cccpage=26102009ArtikelPanoramaIMuellermertens1 | wayback=20100105232300 | text=Nofretete Superstar, 26. Oktober 2009.
78. ↑  Rolf Krauss: 1913–1988. 75 Jahre Büste der NofretEte – Nefret-iti in Berlin. p. 119.
79. ↑  Archaeology Headlines: Nefertiti’s Hidden Face Proves Famous Berlin Bust is not Hitler’s Fake.. 3. April 2009 (englisch)
80. ↑  B.Z.-online: Nazi-Schwester von Nofretete aufgetaucht. 3. Januar 2008.
81. 1 2  Rolf Krauss: 1913–1988. 75 Jahre Büste der NofretEte – Nefret-iti in Berlin. p. 92.
82. ↑  Rolf Krauss: 1913–1988. 75 Jahre Büste der NofretEte – Nefret-iti in Berlin. p. 93.
83. ↑  spiegel.de, Nr. 22/2009 Krimi um die Königin Archiviato il 2 marzo 2014 in Internet Archive.
84. ↑  Henri Stierlin: Le Buste de Néfertiti, une imposture de l’égyptologie? Infolio, Gollin 2009.
85. ↑  Erdoğan Ercivan: Missing Link der Archäologie. Verheimlichte Funde, gefälschte Museumsexponate und als Betrüger entlarvte Archäologen. Kopp 2009.
86. ↑  The Guardian (UK): Is this Nefertiti – or a 100-year-old fake? 7. Mai 2009 (in inglese)
87. ↑  Welt-online: Forscher hält Berliner Nofretete für eine Fälschung. 5. Mai 2009.
88. ↑  Thurgauer Zeitung, Interview mit André Wiese: Der Fälschungsvorwurf ist schlichter Unfug, 7. Mai 2009.
89. ↑  Regine Schulz, Matthias Seidel: Ägypten. Die Welt der Pharaonen. p. 203.
90. ↑  National Geographic Deutschland: Die Schöne vom Nil. Archiviato il 23 aprile 2015 in Internet Archive. 2001.
91. ↑   Briefmarken mit Abbildungen aus den Museen in Berlin, su paedagogischevideos.de. URL consultato il 15 aprile 2015 (archiviato dall'url originale il 12 settembre 2010).
92. ↑  Deutsche Post Philatelie: Postfrisch – Das Philatelie-Journal. Januar/Februar 2013
93. ↑  Berliner Zeitung: Nofretete in das Parlament Archiviato il 19 gennaio 2005 in Internet Archive. 21. August 1999.
94. ↑  welt.de: Nofretete auf eigenen Füßen.. 21. Mai 2003.
95. ↑  Der Tagesspiegel: Kunstaktion mit nackter Nofretete ärgert Ägypter. 10. Juni 2003.